# Palazzo Giulini
Il Palazzo Giulini è una villa nobiliare di Sorico, in provincia di Como. La Villa Giulini a Sorico fu eretta per volontà della famiglia Giulini nel XVII secolo e abbellita e ampliata nel primo ventennio del XVIII secolo. Attualmente è proprietà privata e disabitata. Nonostante l'avanzato abbandono, il palazzo rimane un esempio significativo dell'architettura dell'epoca. Un tempo simbolo di potere e ricchezza della famiglia Giulini, il palazzo ora è testimone silenzioso del cambiamento e della fragilità degli interventi umani di fronte alla forza della natura.

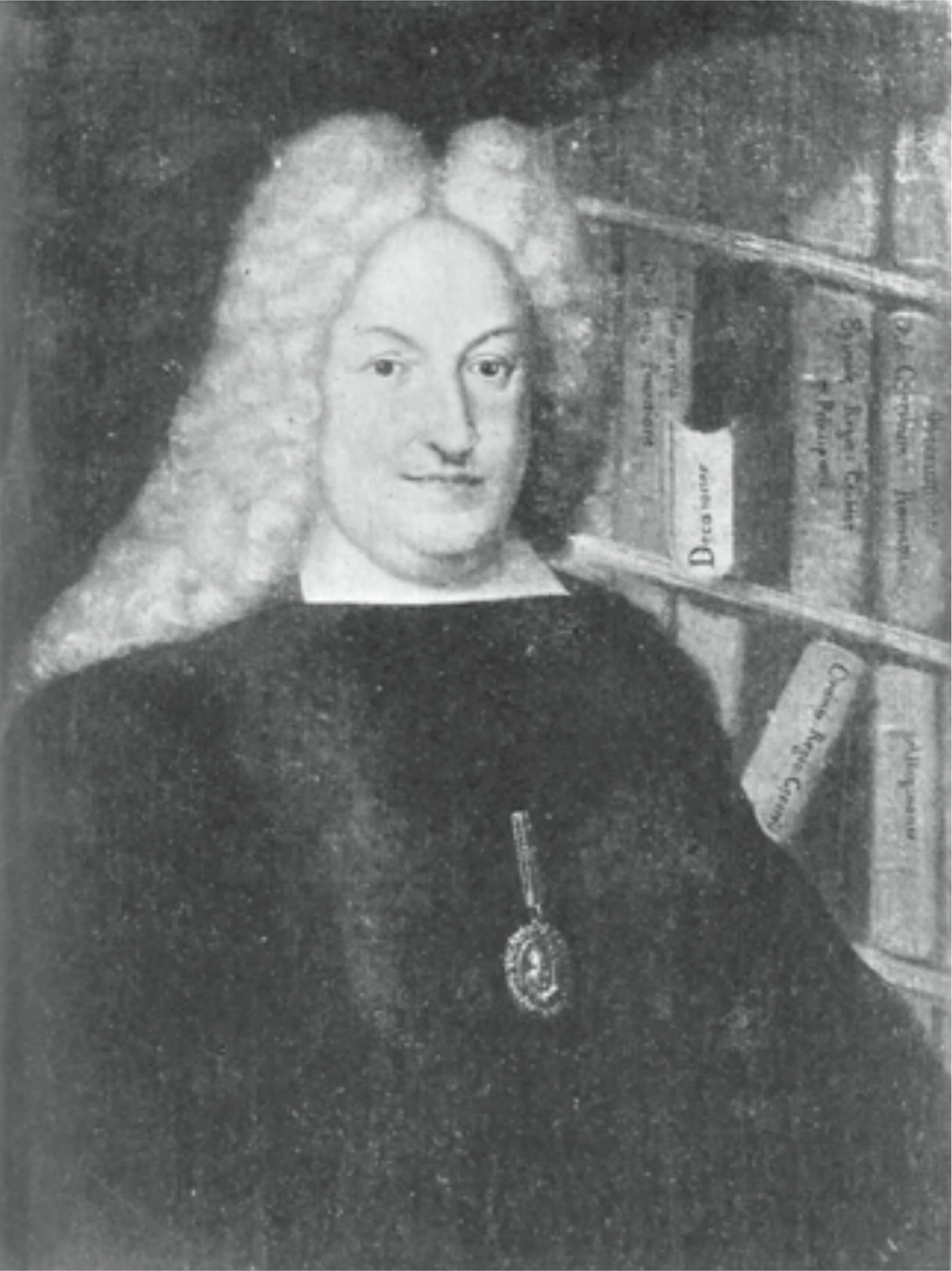
Il Conte Giorgio Giulini (1661-1727) I° conte di Sorico e costruttore di Villa Giulini ritratto con l'insegna di Regio Ducal Senatore

( Carlo Amoretti, Viaggio da Milano ai tre laghi Maggiore, di Lugano e di Como, 1794.)

## Storia

### Il Seicento e il Settecento
( Gianpaolo Angelini, Pietro Solari architetto e l’architettura delle dimore signorili tra il lago di Como e le valli dell’Adda e della Mera, 2016.)

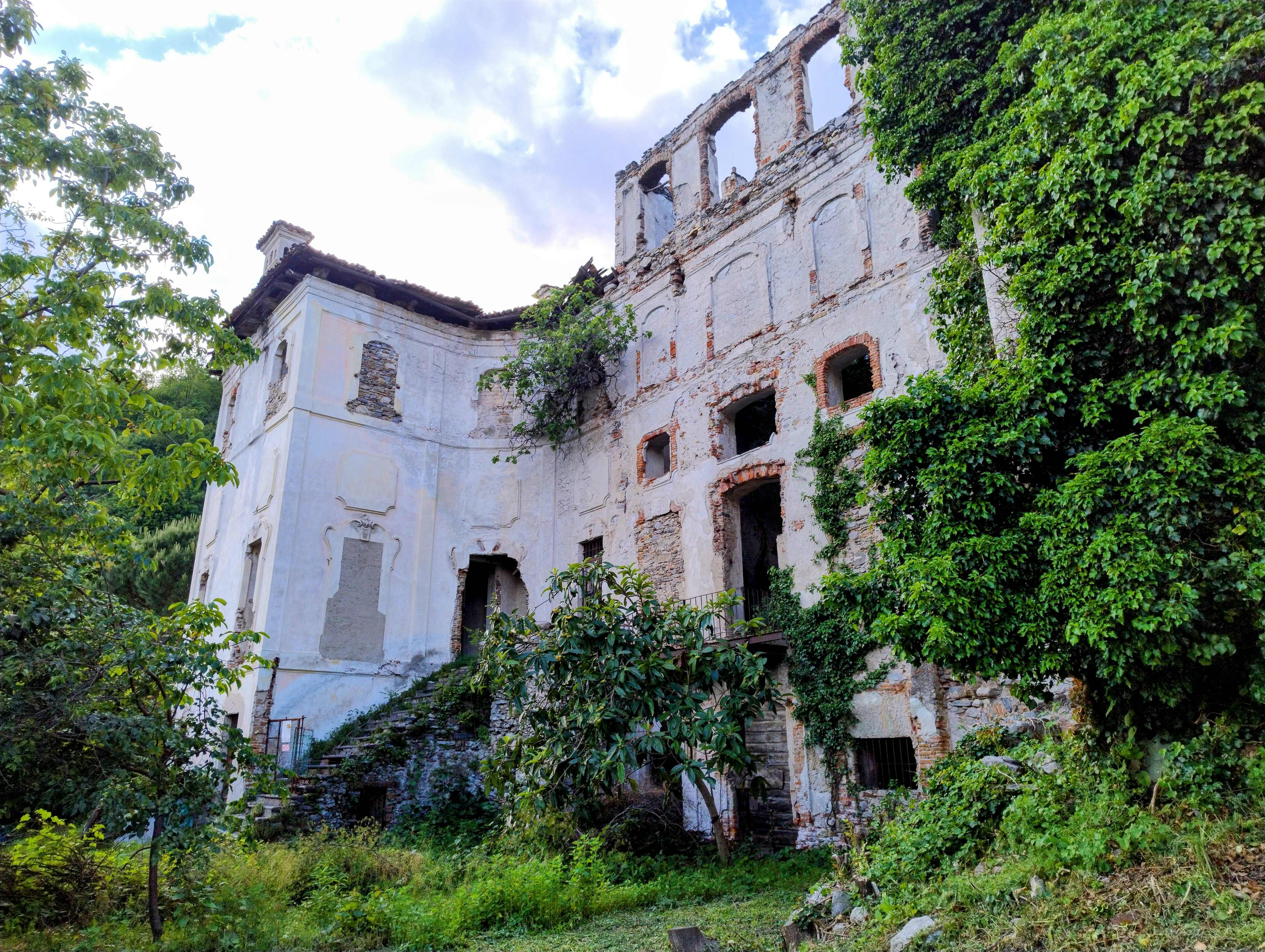
L'avancorpo dell'ala ovest, la curvatura della facciata, la scalinata d'accesso e il corpo centrale del Palazzo

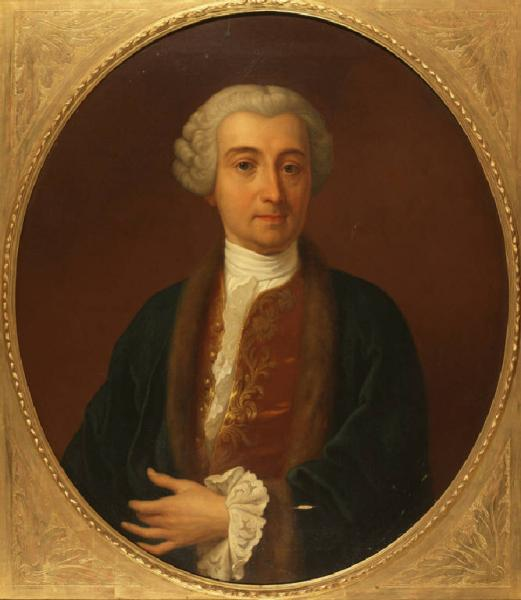
Ritratto del conte Giorgio Giulini (1714-1780) terzo proprietario di Villa Giulini

La Villa, al suo massimo splendore di metà settecento, era annoverabile tra le più sontuose residenze del lago di Como a dimostrazione, negli ambienti nobiliari milanesi, dei poteri e delle tradizioni radicate in Sorico dalla Famiglia Giulini. La costruzione della Villa iniziò nella seconda metà del XVII secolo su commissione di Giorgio Giulini (1661-1727) I° Conte di Sorico per volontà di Carlo VI d'Asburgo e Regio Ducal Senatore di Milano. Nello stesso periodo il Giulini intraprese l'opera di restauro di Villa San Martino (Arcore) anch'essa di sua proprietà. L'edificazione del Palazzo è contemporanea a molte residenze nobiliari in Europa in un periodo dove soffiava forte il vento dell'architettura Barocca. Sul Lago di Como un alto esempio coevo è Villa Carlotta costruita negli stessi anni del Palazzo di Sorico dal Marchese Giorgio II Clerici. Il Marchese Clerici e il Gulini sedevano assieme al Senato Milanese; il primo ne era Presidente il secondo era Deputato. La costruzione del complesso terminò nel 1733 quando il capomastro Giovanni Maria Baroggio di Rezzonico espose un conto di lire 1197 per la serie finale degli abbellimenti sia del palazzo che delle fontane del parco..  Benché sia ancora ignoto il primo architetto progettista di Palazzo Giulini, non è azzardato supporre che fù Pietro Ligari a portare a compimento l'ampliamento e l'abbellimento del complesso del Palazzo Giulini operato nei primi anni del XVIII secolo. È certo che fu il Ligari a disegnare la cancellata d'ingresso alla Villa Giulini ora a Villa Camilla a Domaso. Come recita la sua biografia l'architetto ebbe modo di lavorare in Veneto e nella regione numerose sono le ville con linee e volumi assimilabili a villa Giulini. Forse il più alto esempio è Villa Manin dove anche l'occhio meno esperto saprà riconoscere analogie architettoniche nella facciata principale di Palazzo Giulini.
La residenza Giulini con la facciata aperta verso il lago, è formata da un grande corpo centrale sopraelevato. Le due curvature della facciata sud, portano alla creazione dei due avancorpi; uno a est e uno a ovest. Due scalee appoggiate a questi, portavano ad un ampio terrazzo centrale d'ingresso. Il limpido stile barocco della villa si mostrava su quattro piani con interni riccamente decorati con stucchi, affreschi e lavorazioni lignee.
I grandi finestroni che illuminavano i saloni interni offrivano una vista sui giardini e un poco più in là sull'intero Alto Lario. Le facciate anch'esse adorne di scagliole tinteggiate di ocra, inserivano la villa nel contesto decorativo del giardino. Esso era formato da sette grandi vasche che a mo' di scalinata salivano dalla strada sino alla villa. Alimentate dal continuo flusso dall'acqua proveniente dal vicino torrente Sorico le vasche creavano intermittenti cascatelle. Come riportato poco avanti, il colpo d'occhio estetico del palazzo inserito nella scenografia del giardino era sbalorditivo, accentuato anche dal forte contrasto con le terre selvagge del lago di Como nel settecento.

### Il Palazzo d'inverno, l'acqua e le attività economiche

Schema di utilizzo della ghiacciaia ipogea di Palazzo Giulini

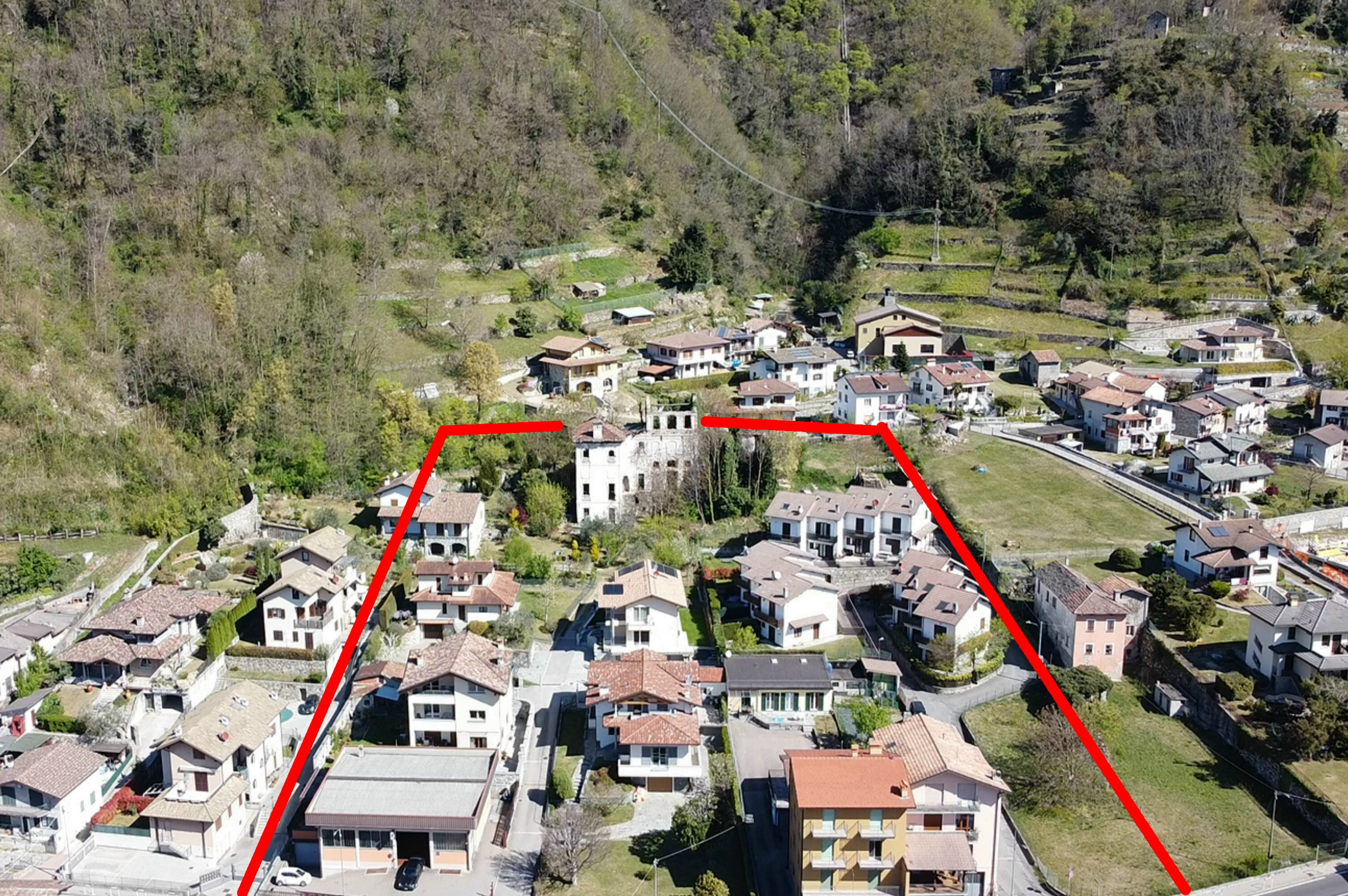
Contesto urbano di Palazzo Giulini. In rosso è segnalato l'originario sviluppo del parco; dalla Villa sino alla strada statale. A monte si noti l'imboccatura della valle del Torrente Sorico sino al 1783

Come riportato poco più avanti dallo storico Antonio Giuseppe della Torre di Rezzonico e come rintracciabile negli archivi di Famiglia Giulini, il Palazzo in Sorico era un importante centro di allevamento, trasformazione e commercializzazione del pesce e,  quartier generale delle svariate attività commerciali dei Giulini sull'Alto Lario. La sfortunata scelta di costruire un tale complesso a ridosso del torrente Sorico è da ricondurre alla necessità di approvvigionare le amplissime peschiere del parco di acqua corrente continua per allevare e conservare vivi i pesci, specialmente trote. Probabilmente le peschiere esistevano in loco ancor prima dell'edificazione del Palazzo. La presenza nel parco della Villa di una grande ghiacciaia interrata con vari livelli ipogei composta da buca neviera e copertura a volta, presente sino al primo decennio del XXI secolo nel settore nordovest del parco, definisce Palazzo Giulini quale luogo dove il pesce (più a lungo conservabile e trasportabile nel ghiaccio) era lavorato e trasferito nei mercati del Lago di Como o nelle valli alpine (Valchiavenna e Valtellina). Gli introiti del solo pescato erano di prim'ordine e degni di nota: 200 denari di Moneta doppia Spagnola. La particolare condizione climatica invernale ad inizio del sec. XVIII e gli sconvolgimenti alluvionali di quel periodo sono riconducibili agli effetti della Piccola era glaciale. 

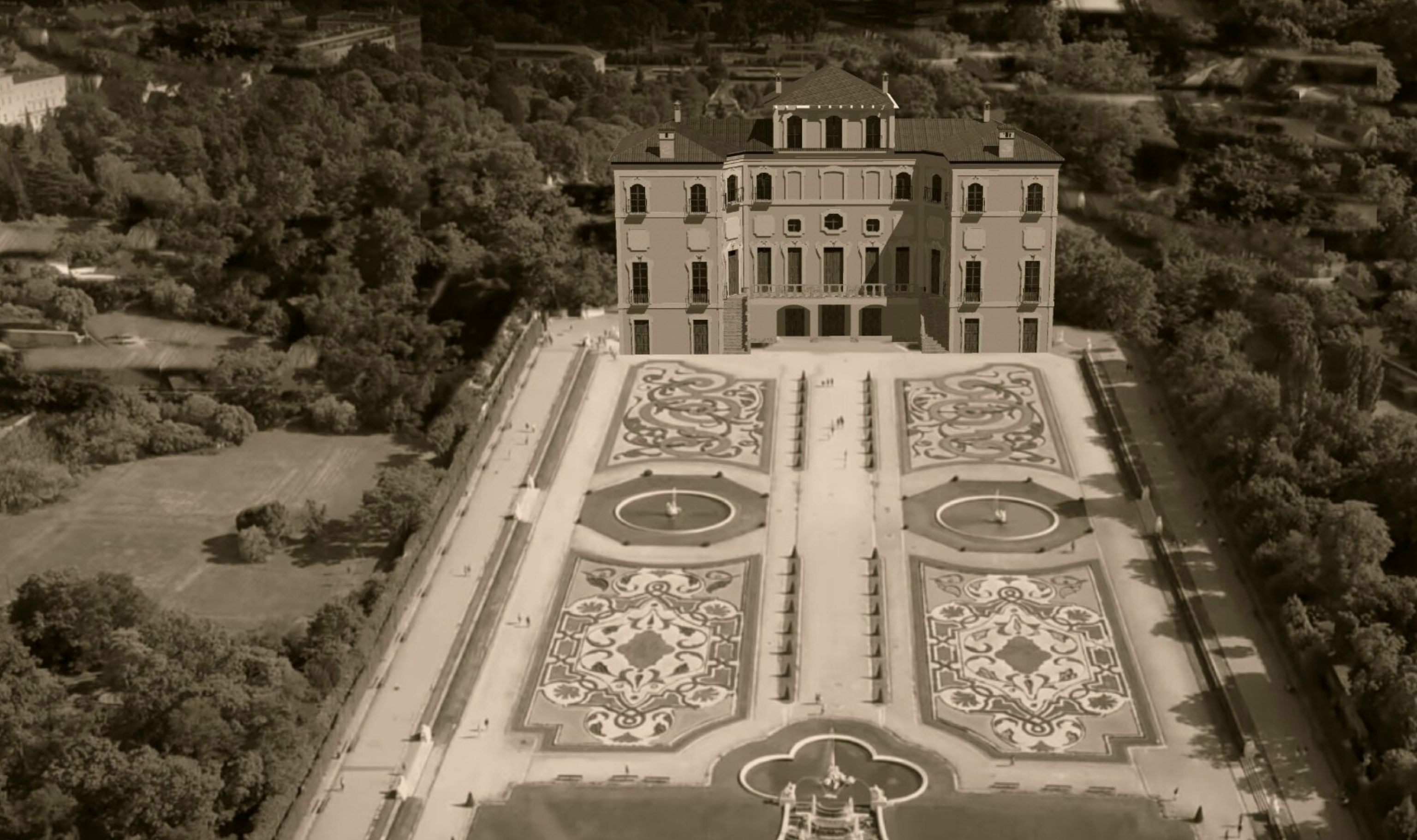
Verosimile rendering di ricostruzione Palazzo Giulini nel contesto del parco

La Villa veniva abitata solamente d'inverno perché le vicine paludi del Pian di Spagna non bonificate rendevano la zona soggetta alla malaria diffusa dalle zanzare. Del suo passato si conosce poco e le uniche notizie pervenute sono le descrizioni dei giardini da parte geografi, naturalisti e storiografi in visita al Palazzo. Quindi tutto quanto gravita attorno alla storia del palazzo è frutto di indagini, rilevamenti, resoconti locali e ritrovamenti archeologici avvenuti nel tempo specialmente durante il XX secolo. Attualmente non si conoscono rappresentazioni artistiche pittoriche della villa inserita nel contesto del suo giardino durante il suo glorioso passato. Unico documento sulla cronaca della Villa si conserva nell'archivio parrocchiale di Sorico. Si tratta di un manoscritto redatto dall'allora Arciprete Antonio Invernizzi di Morterone nel quale vengono citati due eventi alluvionali del torrente Sorico dal quale i giardini della villa traevano l'acqua:

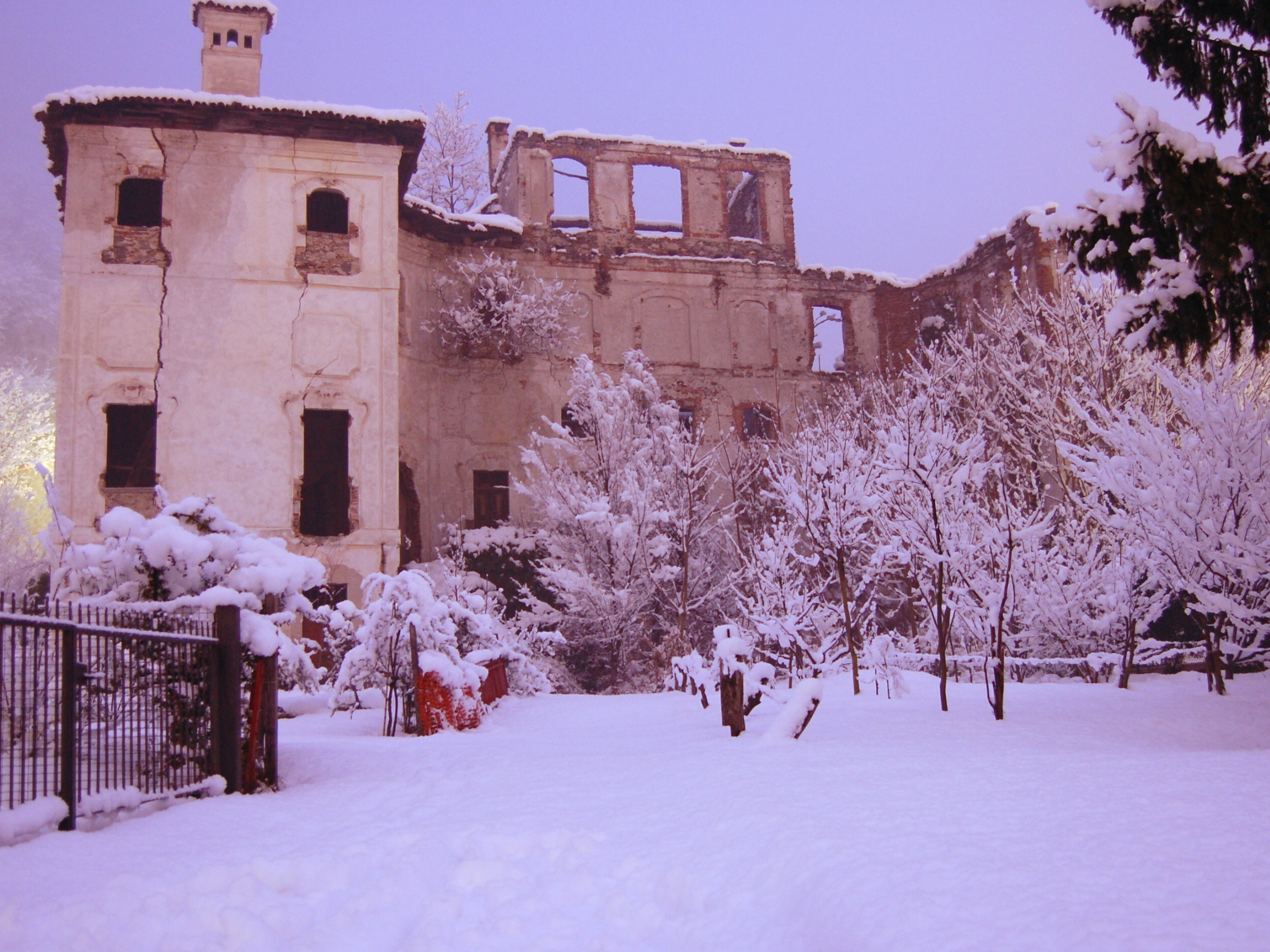
Il palazzo sotto la neve; la villa era abitata solo d'inverno

In effetti questi inauditi eventi calamitosi non solo decretarono la veloce fine della villa quale residenza nobiliare ma riscrissero totalmente la morfologia del centro storico di Sorico. Il conte Giovanni Giulini, consapevole dell'impossibilità di poter riavere lo splendore originario della sua residenza e intimorito dalla forza devastante del vicino torrente preferì trasferirsi poi a Gravedona. Lo sgomento per tale evento catastrofico trapela da una lettera del Conte il quale a distanza di tredici anni dall'alluvione, il 1º ottobre 1768 scrive: 
(Template:Cita libro=Nicola Raponi)

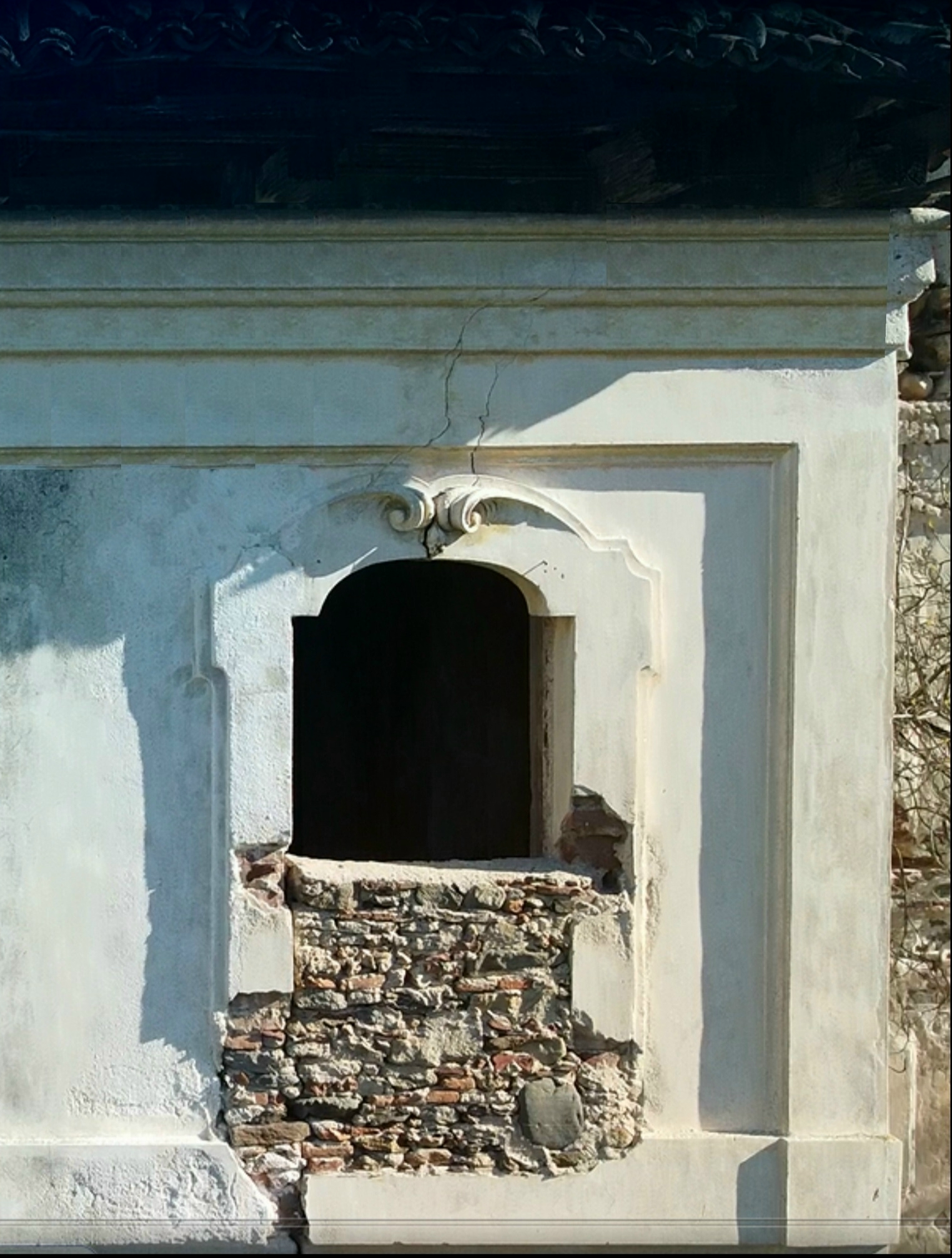
Dettaglio esterno finestra piano secondo ala ovest. lesena, fasce marcapiano di matrice Barocca. Evidente è il parapetto dozzinale in pietra realizzato dopo l'abbandono del Palazzo in sostituzione della ringhiera in metallo e probabile terrazzino in pietra. Si noti ancora la presenza del chiodo sulla spalletta sinistra
per la piombatura delle facciate.

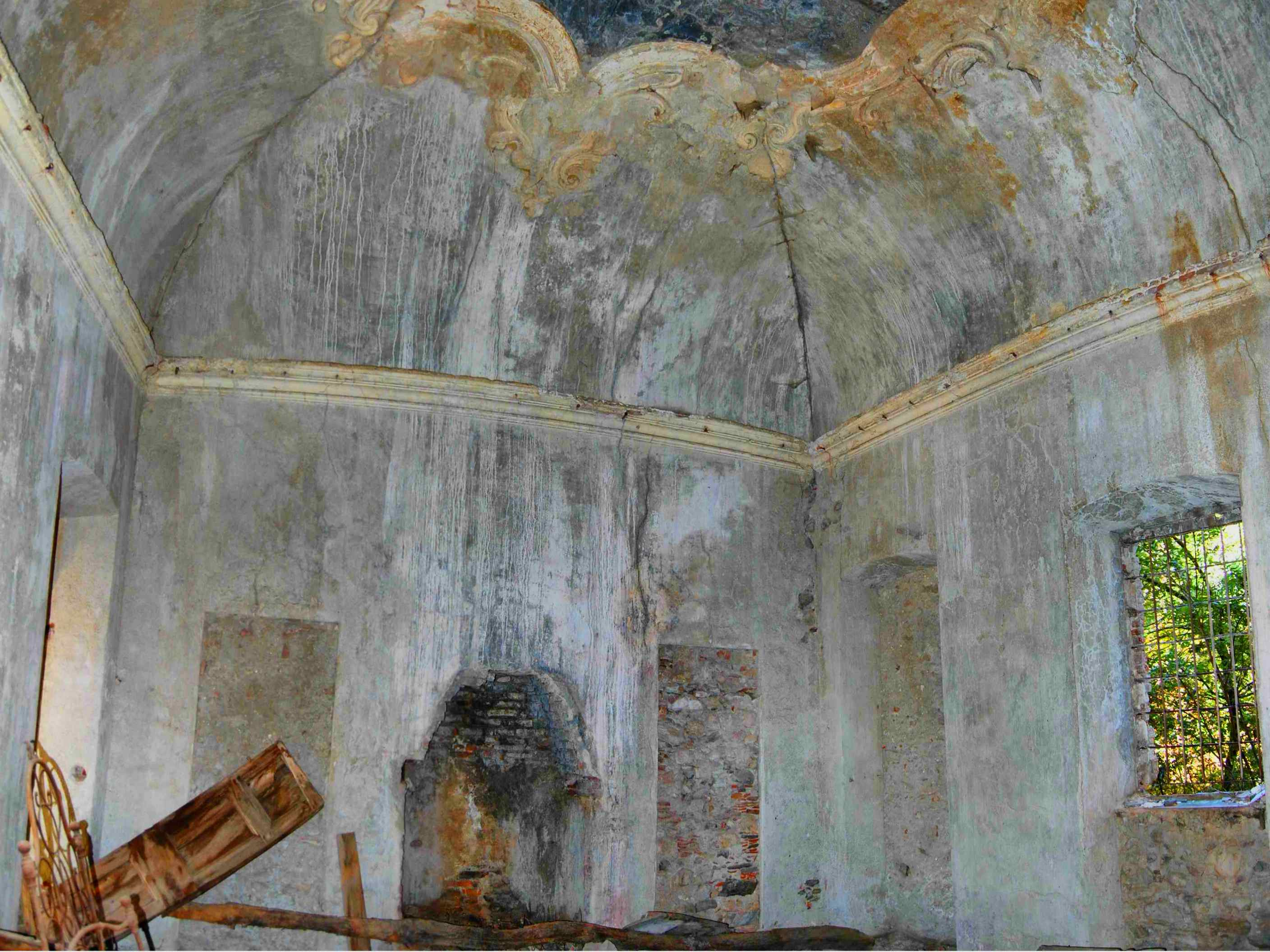
Parete ovest del salone Sansone e Dalila al piano nobile, ala ovest. La porta murata di destra da sul vano scale, la porta murata di sinistra accede nella saletta e attraverso quest'ultima passava l'asse dell'enfilade

Ecco che allora il palazzo, residenza per quattro generazioni della famiglia Giulini, fu riadattato a usi contadini come fienile e magazzino senza più manutenzione e anzi derubato di molte sue decorazioni come affreschi, porte e mobilio perdendo il ricordo della sua passata grandezza.

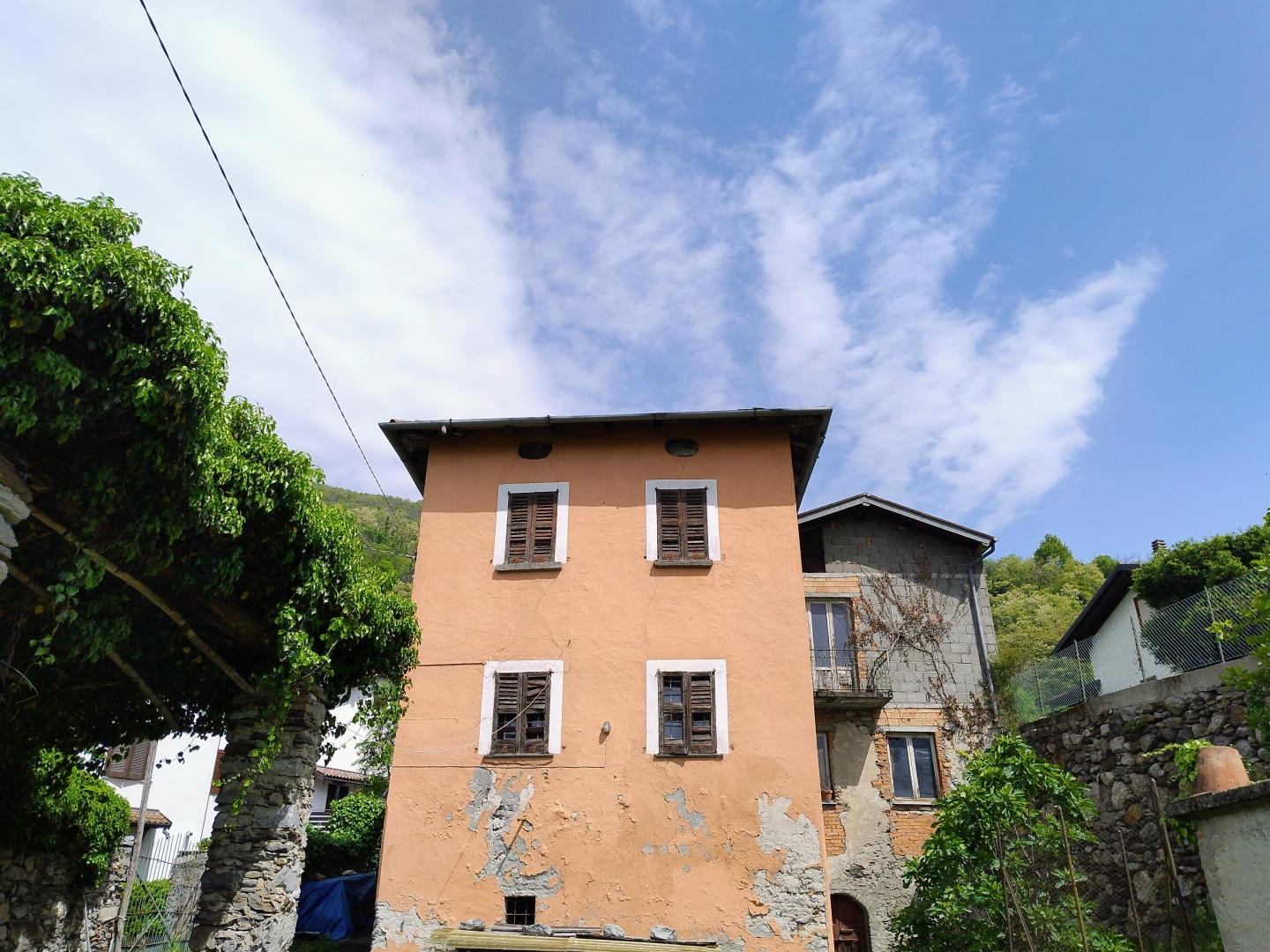
Antica abitazione del custode del Palazzo sec. XVII. Di edificazione antecedente al complesso Giulini, fu un probabile casino e oggi è l'unico elemento architettonico ancora apprezzabile dell'antico parco di Villa Giulini. Anch'essa severamente danneggiata dall'alluvione del 1755, è oggi un'abitazione privata.

La villa venne messa in vendita nel XIX secolo assieme a tutte le proprietà della famiglia Giulini, che comprendevano anche i Piani di Spagna. La proprietà della Villa passò definitivamente a varie famiglie del luogo intorno al 1850 dopo un'asta di vendita curata da Cesare Giulini della Porta.

Bando d'asta pubblico per la vendita delle proprietà Giulini a cura di Cesare Giulini della Porta. Alla prima voce si descrive il Palazzo con peschiere e ghiacciaia e casa del massaro

Di seguito vengono riportate le citazioni di illustri naturalisti e storici tra cui Domenico Vandelli, uniche testimonianze del passato del Palazzo Giulini:

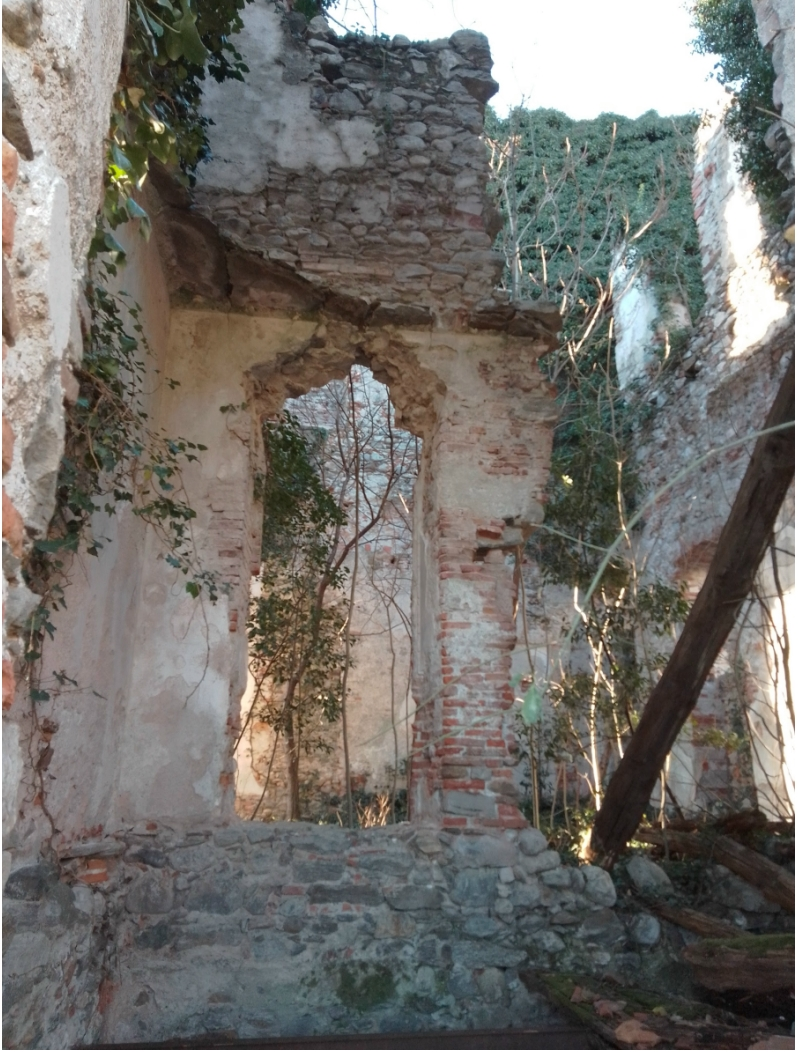
Ruderi nell'ala est. Parete ovest saletta al piano primo. Si notino le evidenti azioni di demolizione e recupero materiali edili

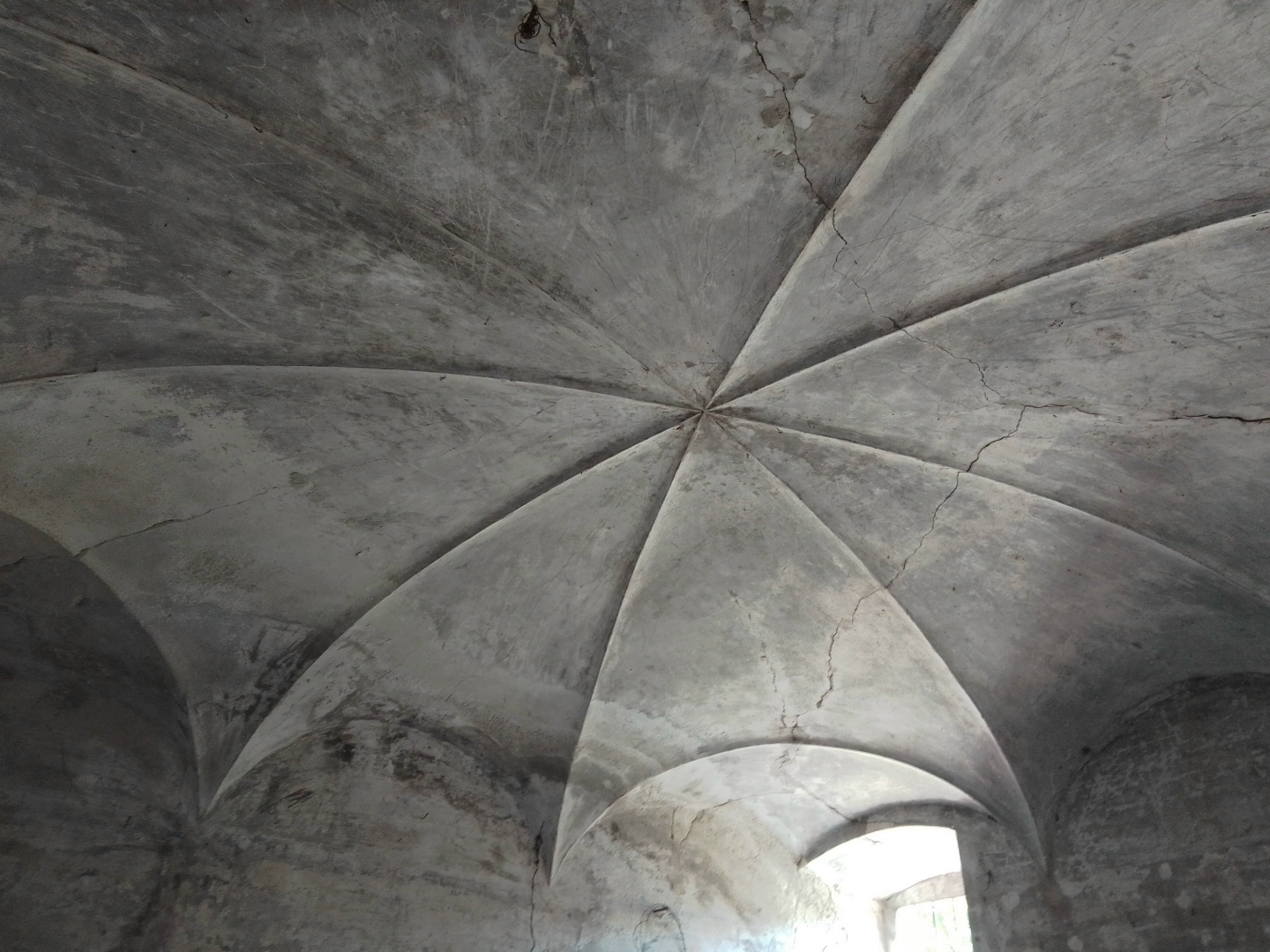
Volta a otto raggi e lunette. Salone piano terra, ala ovest di Palazzo Giulini in Sorico

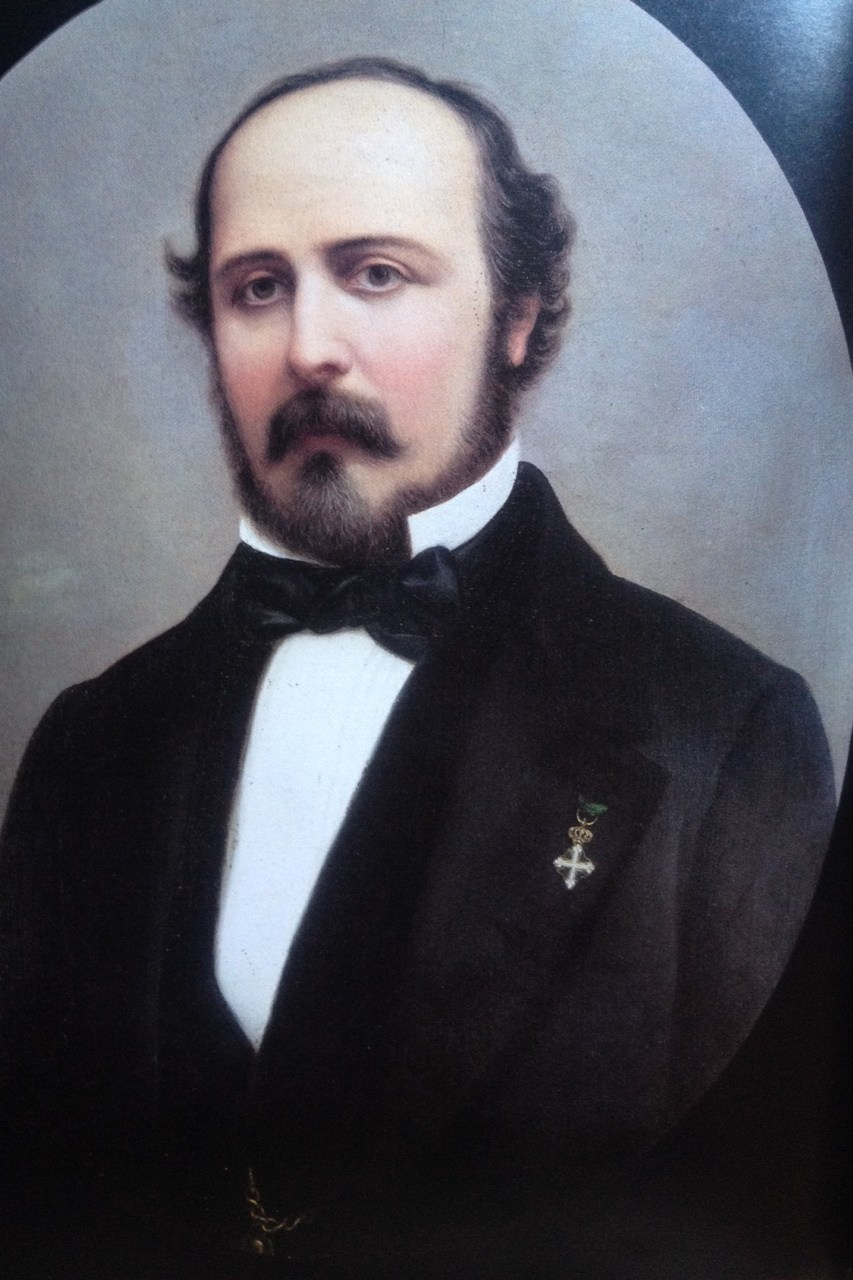
Il conte Cesare Giulini della Porta ritratto con l'insegna dell'Ordine dei Santi Maurizio e Lazzaro. Senatore del primo parlamento del Regno d'Italia, egli fu il sesto e ultimo proprietario del palazzo in seno alla Famiglia Giulini prima della vendita all'asta

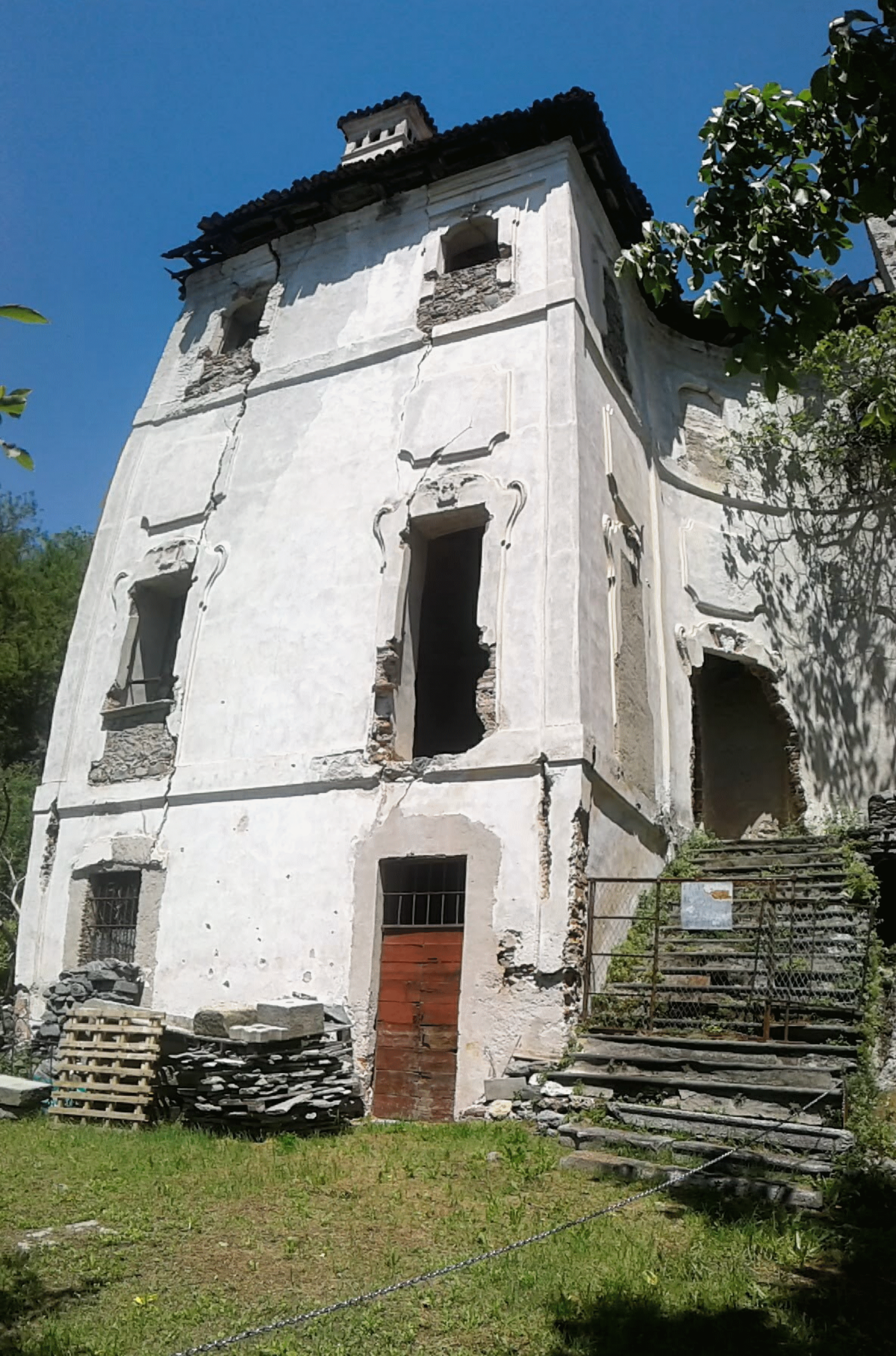
L'avancorpo sud dell'ala ovest e la scalinata d'accesso al piano nobile

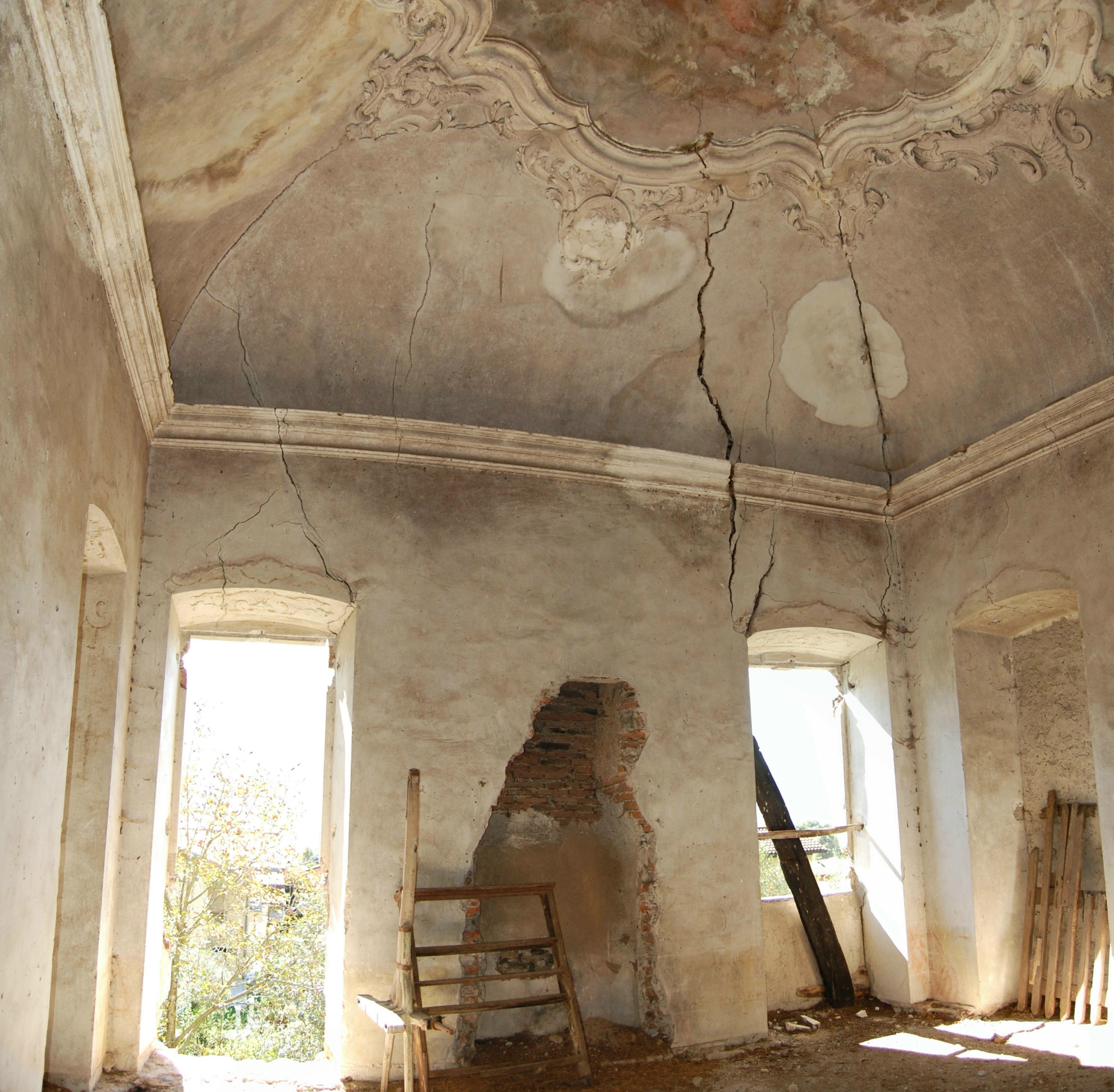
Salone Apollo di Palazzo Giulini in Sorico. Parete sud

( Domenico Vandelli, Saggio d'istoria naturale del Lago di Como della Valsasina e altri luoghi lombardi, 1763.)
( Matteo Gianoncelli, Como e il suo lago, in New Press, 1978, ISBN 9788893561822.)
( Martino Fattarelli, La sepolta Olonio e la sua pieve, in V&P università, 1986.)
( Mariuccia Zecchinelli, Le Tre Pievi. Gravedona Dongo Sorico, in Arturo Faccioli, 1951.)

### Successivo abbandono

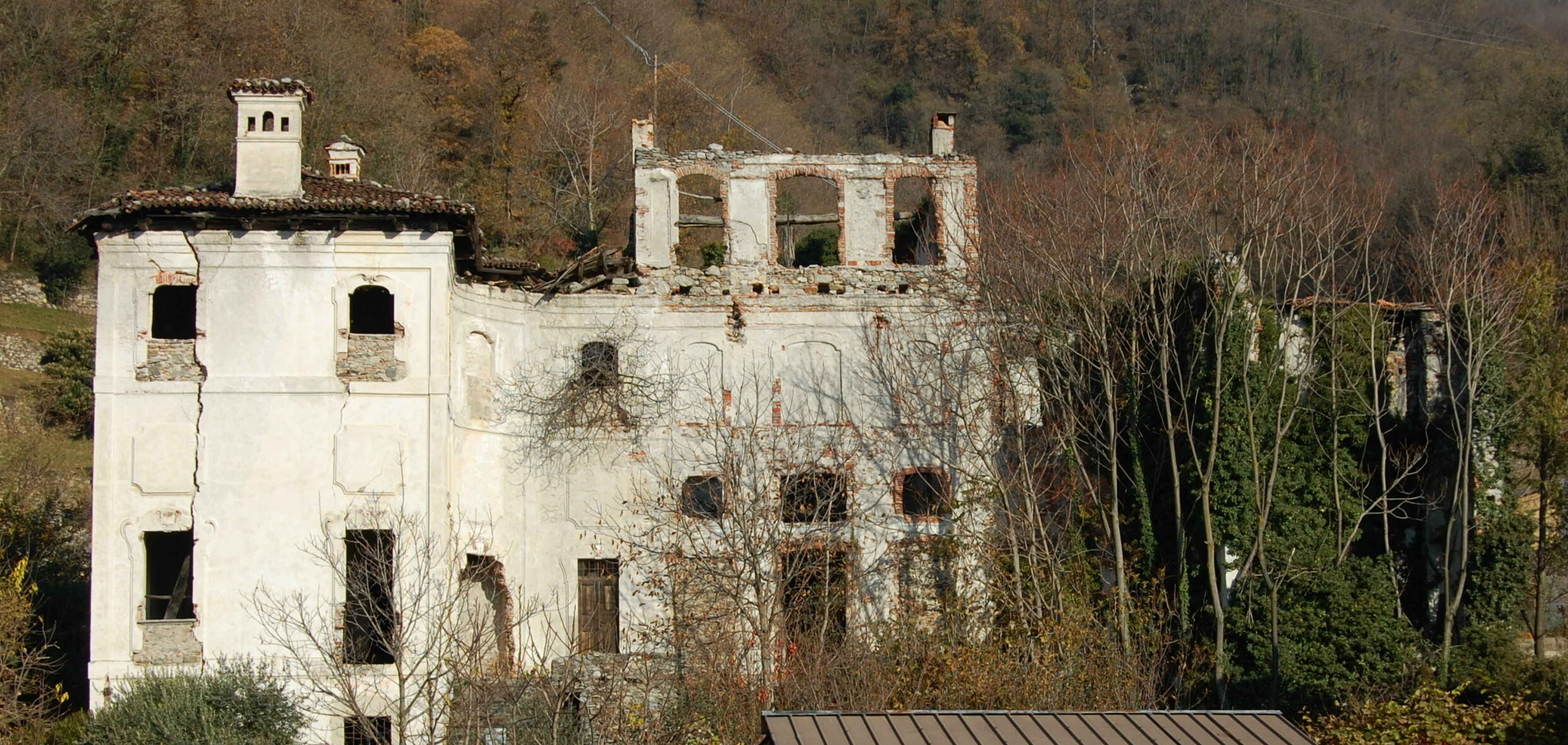
Prospetto sud del palazzo. A destra l'ala est diroccata,al centro il blocco centrale e a sinistra l'ala ovest

Il palazzo è localizzato a nord della S.S. 340, in una zona di grande panoramicità sull'intero Alto Lario caratterizzata da una forte espansione edilizia negli anni '80-'90 del XX sec. che ha visto occupare l'originario sedime del giardino della villa con costruzioni e abitazioni civili. La villa Giulini giunge ai nostri giorni in uno stato di abbandono estremamente avanzato. L'edificio fu abitato sino al 1933. Il Palazzo è proprietà privata, suddiviso tra più proprietari. Per meglio descrivere lo stato della villa, è bene dividerla in tre comparti: un'ala ovest rivolta verso Gera Lario, un blocco centrale sopraelevato da un attico e un'ala est rivolta verso l'abitato di Sorico.

## Descrizione

### Ala est

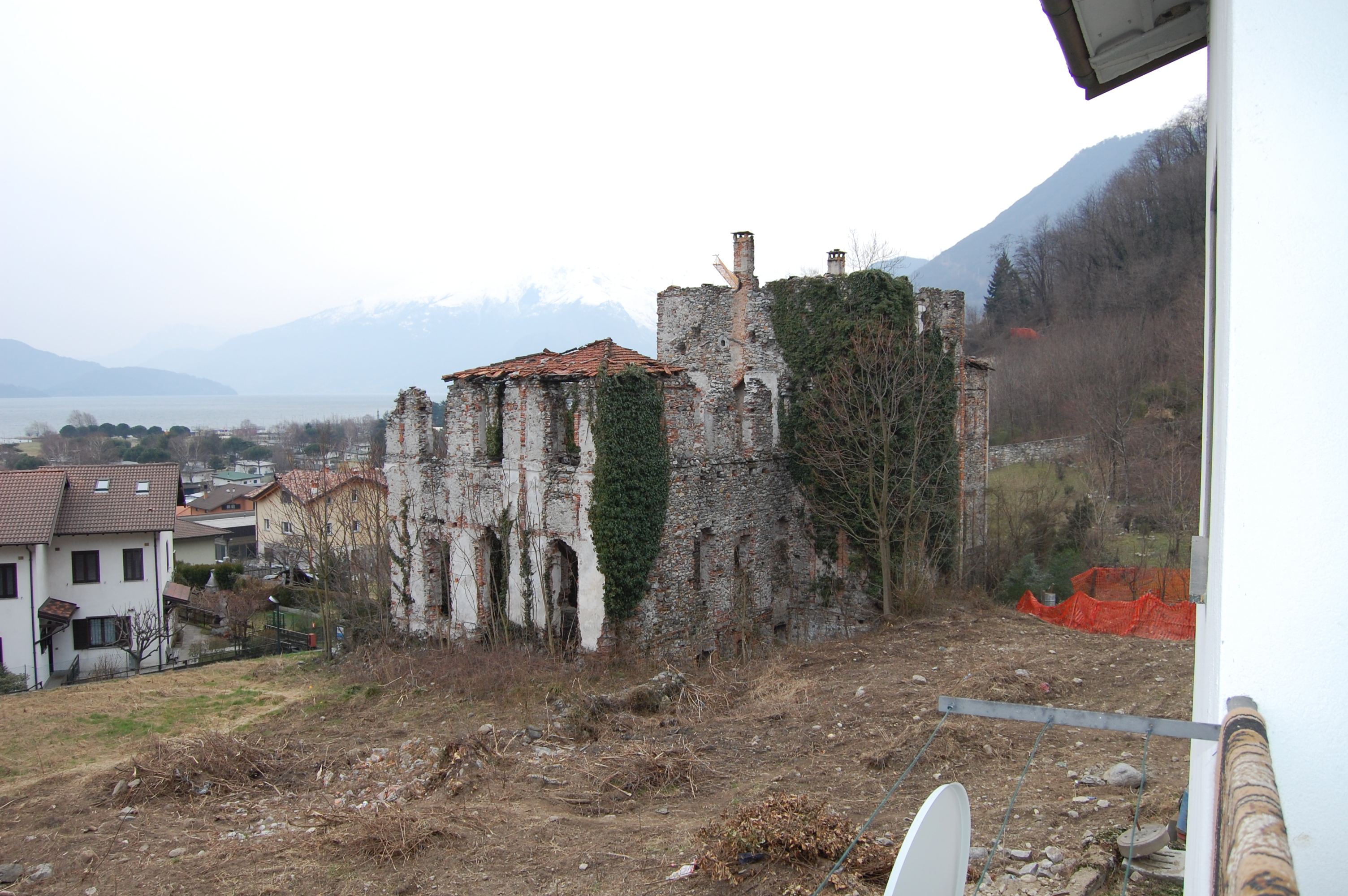
L'ala est del palazzo. Si notano solo due piani perché il piano terra è sepolto dai detriti alluvionali

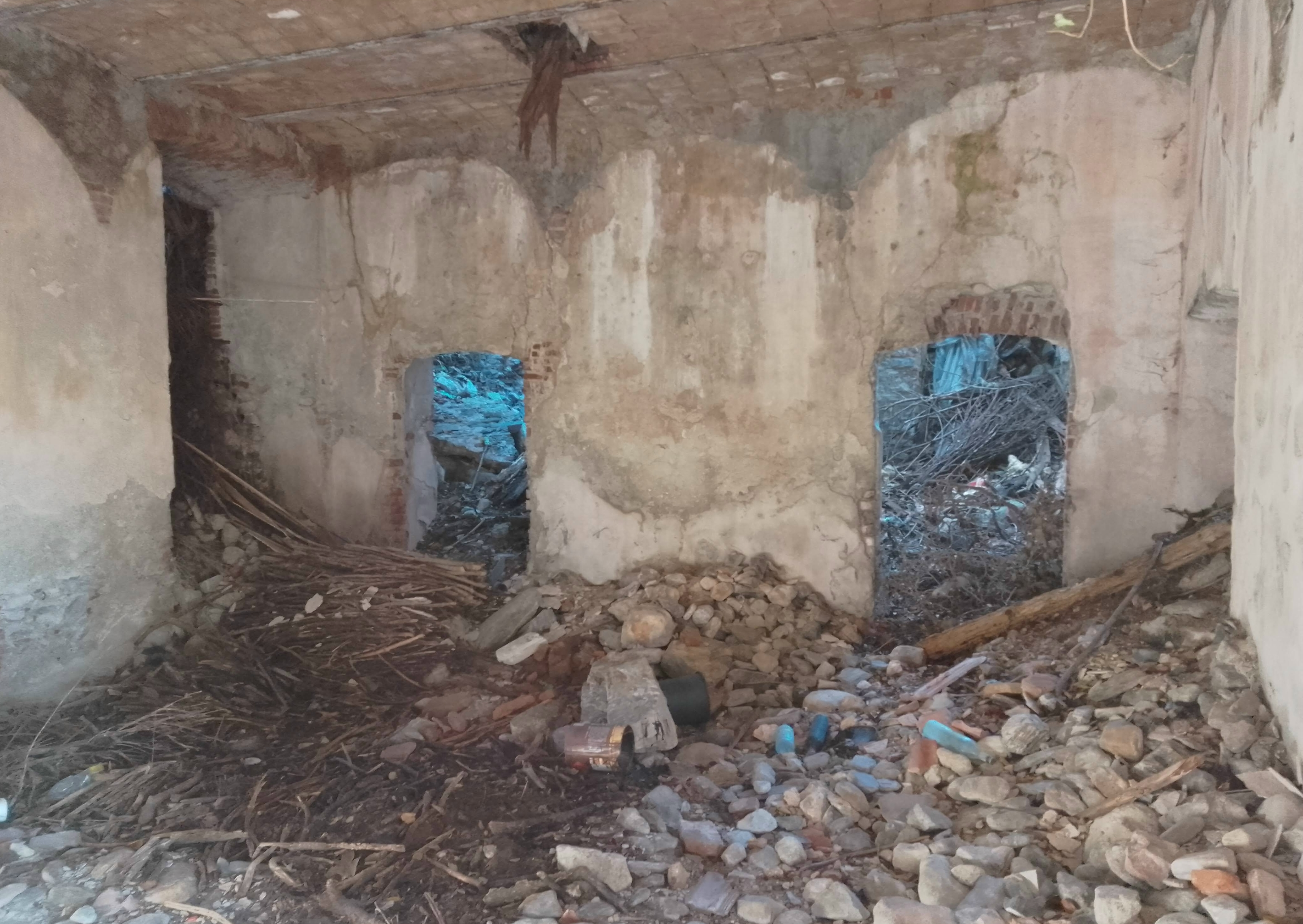
Salone al piano terra ala est ancora parzialmente invaso da detriti alluvionali. La volta ad ombrella (sulle pareti sono ancora visibili gli attacchi delle lunette) è stata sostituita con un solaio in putrelle e volterrane

L'ala est è la parte del palazzo maggiormente colpita dall'alluvione settecentesca: infatti l'intero piano terra, sino ad una quota di 4 metri dal piano di fondazione, è ancora parzialmente sepolto dai detriti trasportati dall'enorme ondata di piena del Torrente Sorico scatenatasi la notte del 1 settembre 1755. Il crollo del muro esterno sud e parte di quello est è testimonianza della violenza delle acque in quel lontano giorno di rovina. Le decorazioni sulla facciata est sono totalmente scomparse. L'interno, con i soli muri perimetrali, dà solo un'idea della forma dei locali dato che le volte sono state smantellate per ricavarne materiale edile di recupero. Alcune di esse sono state sostituite da una soletta in travi d'acciaio e volterrane per creare un solido piano per riporre il fieno dei contadini. Per quanto riguarda la copertura, l'originaria fu sostituita da una più recente che in parte poggia ancora sull'antica orditura.

### Blocco centrale

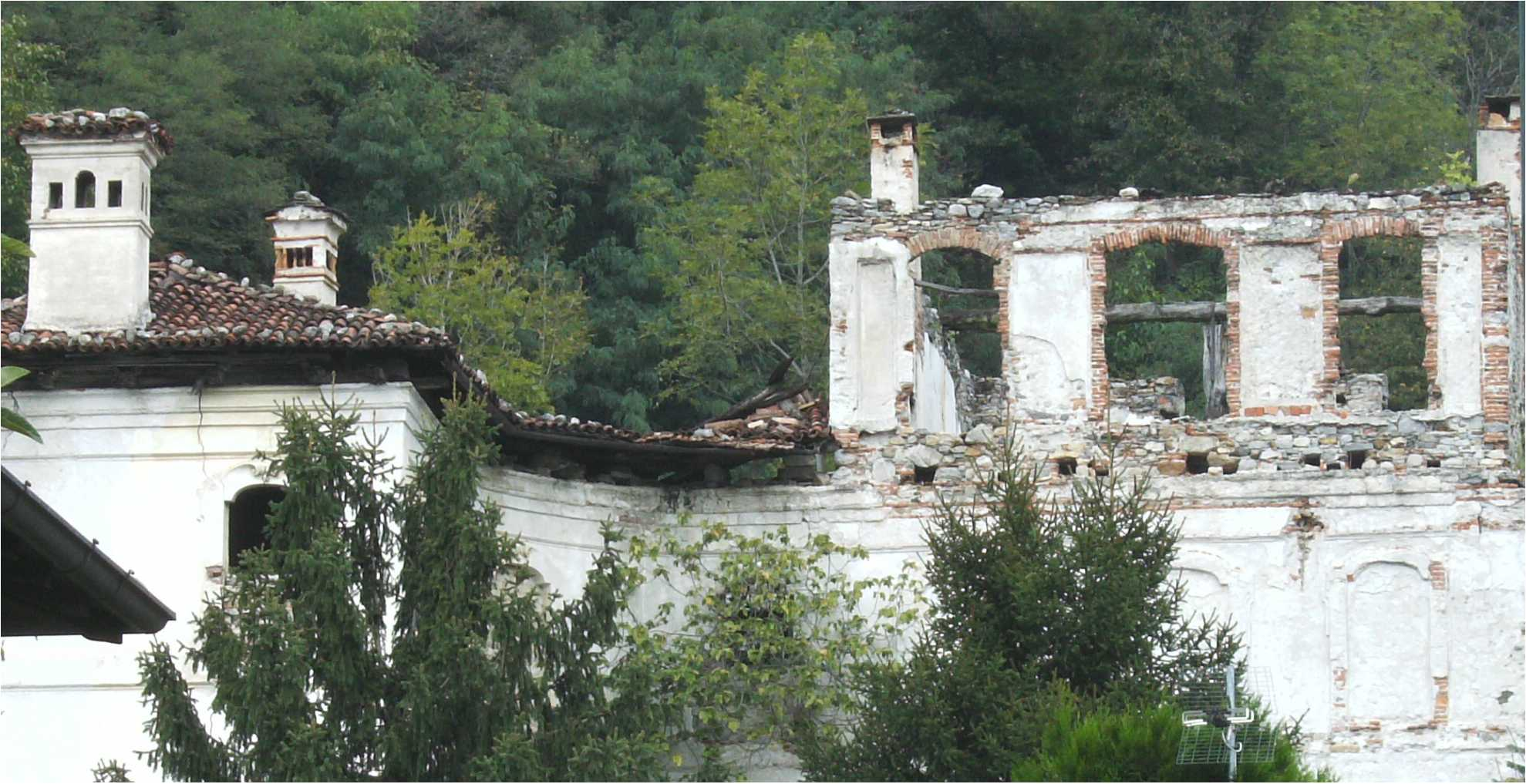
Resti dell'attico del Palazzo rivolto verso sud

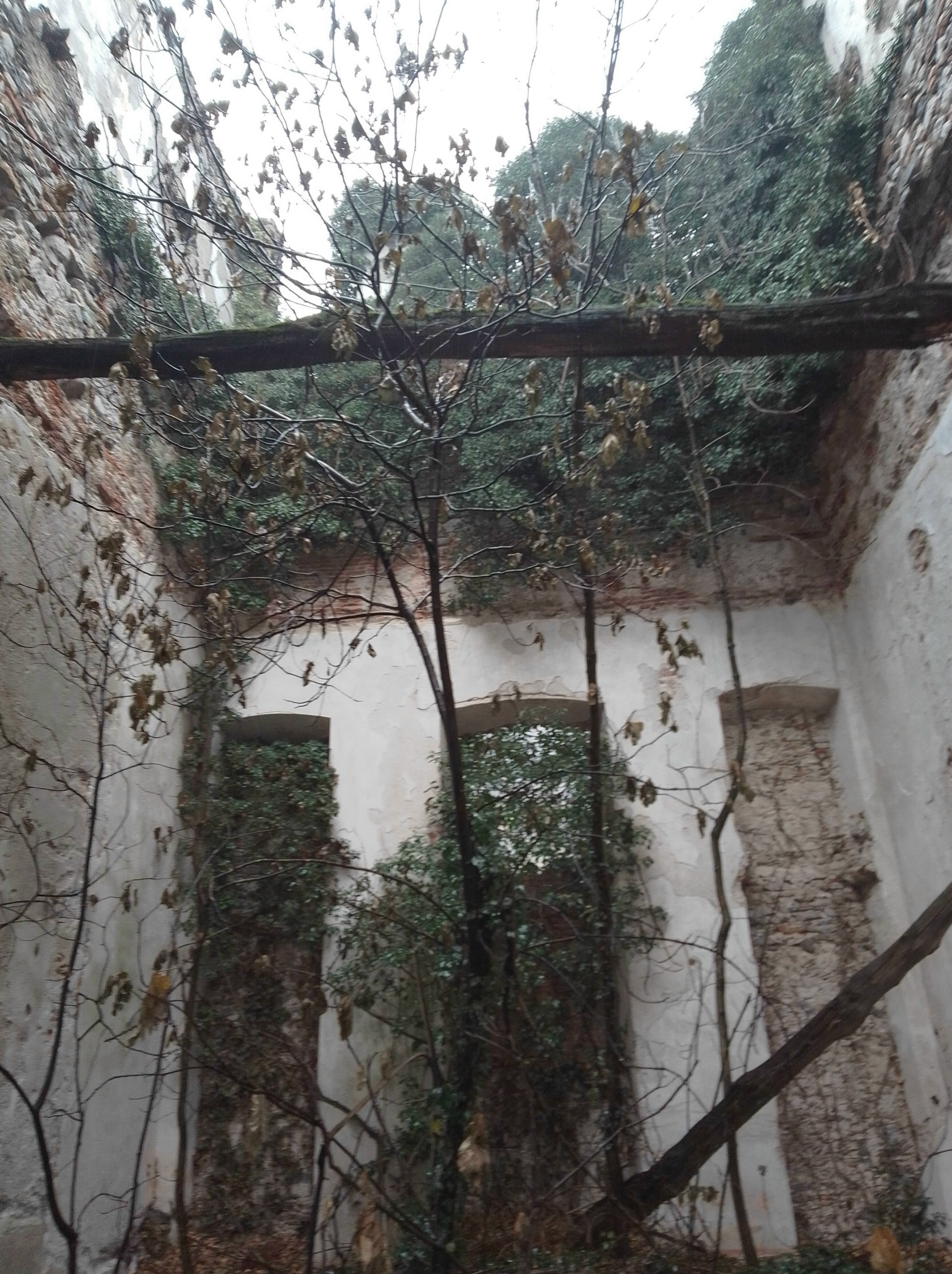
Ruderi del salone centrale di Palazzo Giulini. Parete nord. Da notare, di nuovo, le mirate azioni di smantellamento strutturale dell'antica volta

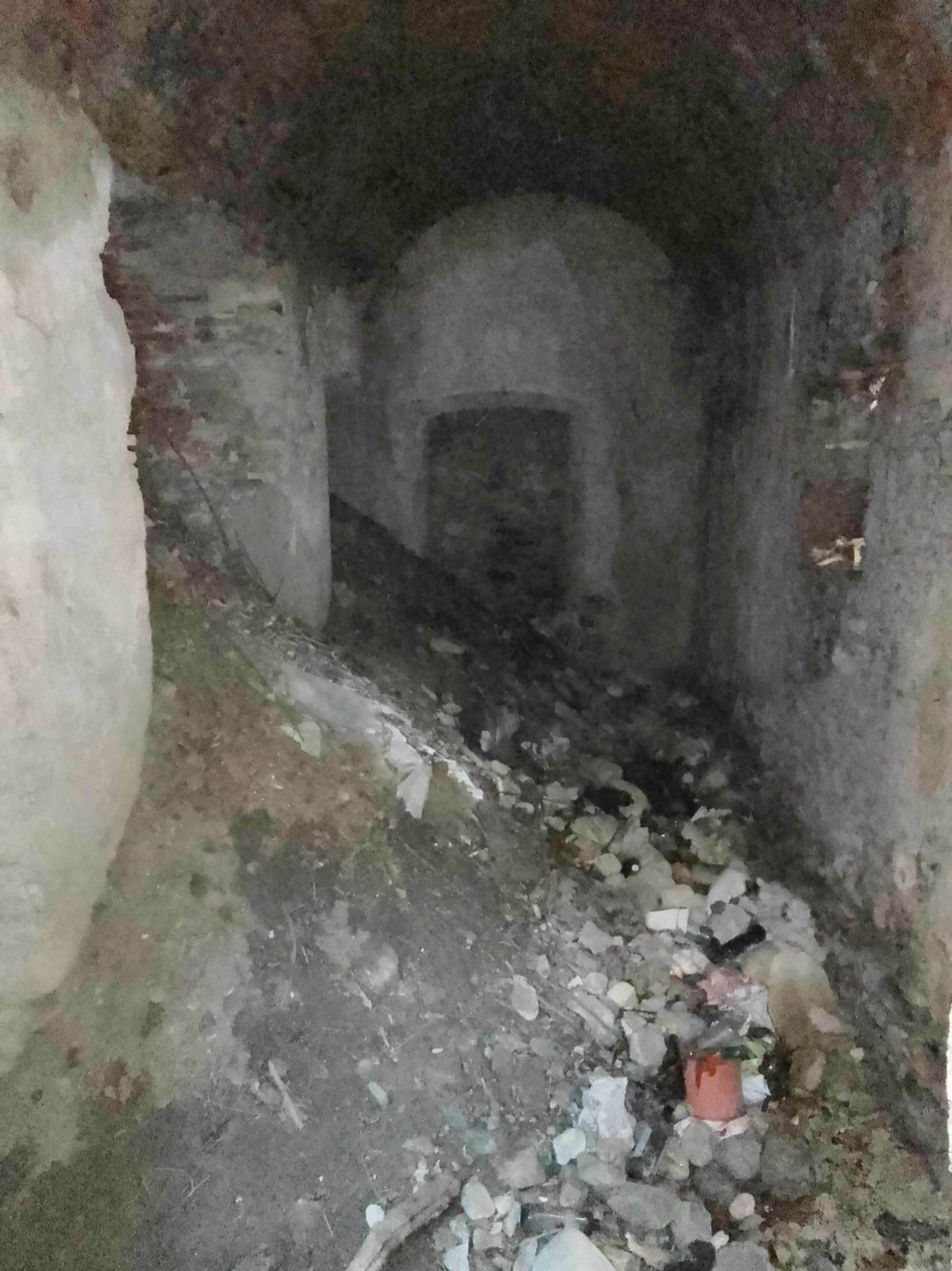
Corridoio di disimpegno al piano terra dell'avancorpo nord. il vano metteva in comunicazione il palazzo con i ninfei a nord del parco. Si notino i detriti alluvionali e la quota di interramento avvenuta con l'alluvione del 1 settembre 1755.

Spostando l'esame della villa verso ovest, si trova il blocco centrale. Slanciato verso l'alto da un corpo sopraelevato rispetto alla copertura delle due ali laterali del palazzo, come parte dell'ala est, è privo della copertura a padiglione crollata negli ultimi due secoli per l'impossibilità di effettuarne manutenzione data la vertiginosa altezza di 19 metri. Il piano terra è caratterizzato dalla presenza di un comparto con volta a botte che, prima dell'interramento alluvionale fungeva probabilmente da disimpegno tra la Villa e i ninfei a nord del giardino e da un altro locale la cui volta è stata smantellata ma di cui si vede traccia sui muri perimetrali. Per raggiungere il piano nobile della villa si deve salire una scalinata esterna appoggiata all'ala ovest. Questa scalinata era speculare anche sull'ala est ma fu rimossa in epoca passata. Saliti i 17 gradini si giunge a una terrazza che una volta occupava tutto lo sviluppo del blocco centrale ma che ora si limita all'entrata principale. Rimossa la volta del piano sottostante, il pavimento che vi si appoggiava fu sostituito da una soletta in legno ora anch'esso crollato. Pure la volta del grande salone è stata rimossa con un preciso intervento di espoliazione e sui muri portanti sono visibili alcuni resti d'affresco. L'attico che probabilmente aveva solo una funzione decorativa per dare volume alla villa si eleva di tre metri dal livello del sotto tetto dell'ala est e ovest e si completa con tre finestroni che guardano a lago e tre che si rivolgono verso monte. La ricchezza decorativa e la finezza dei Proprietari è testimoniata da una lettera datata 1745 nella quale i Giulini commissionano al Pittore Pietro Ligari delle grandi tele per il salone centrale di Villa Giulini:
( Paolo Vanoli, I Ligari: Atlante delle opere, in Skira, 2008, ISBN 9788861306714.)

### Ala ovest

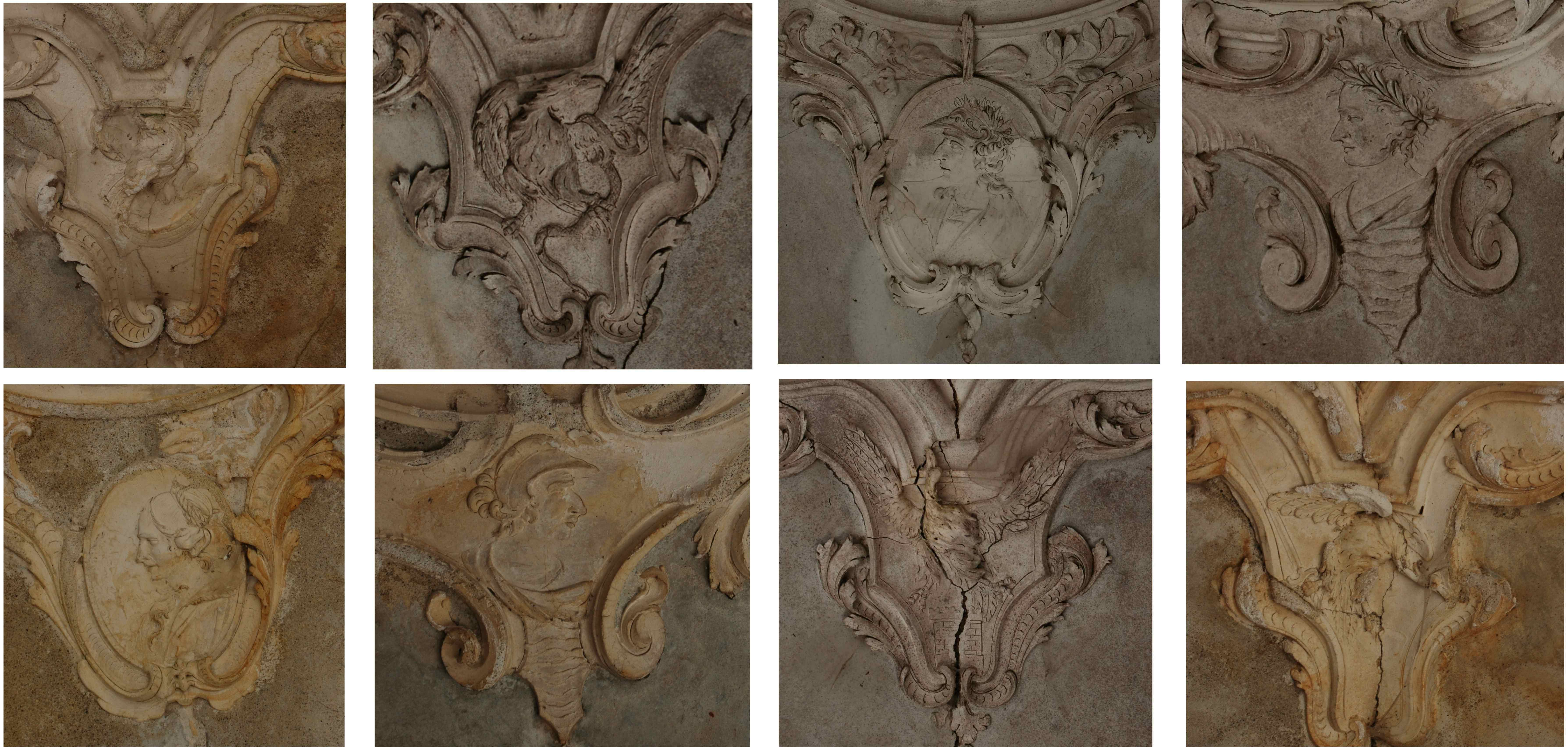
Cammei e allegorie sul mito di Apollo. Plafone di volta nel Salone Apollo. Stucchi in calce aerea del XVII sec.

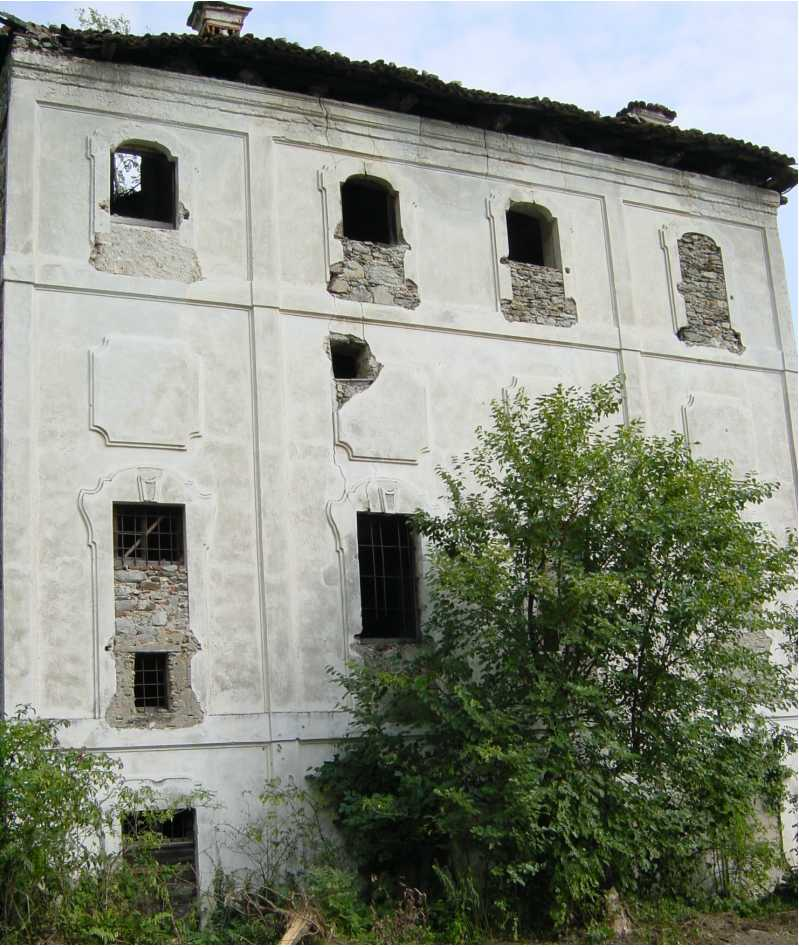
Facciata laterale ovest dell'ala ovest del palazzo

Grazie alla sua posizione opposta al torrente e quasi protetta dal resto della villa è la parte del palazzo che fu meno colpita dall'alluvione devastatrice. Strutturalmente conserva l'originario sviluppo dei locali su quattro piani e quasi miracolosamente, dato il totale abbandono, giungono al nostro esame anche le loro decorazioni che variano dagli stucchi delle volte affrescate alla disposizione dei cotti dei pavimenti, dalle pitture murali ai soffitti in legno decorati la tecnica della pirografia. Le facciate ovest, sud e est mantengono le originarie geometriche decorazioni con lesene, paraste, cornici settecenteschi. Le lievi tracce di colore testimoniano che a dispetto dell'attuale bianco calce, il palazzo era tinteggiato esternamente con ossidi colore ocra. Per accedere all'interno, si può passare per una porta nel sottoscala esterno oppure da due porte nel lato sud o ancora dall'entrata del vano scale attraversando un portone ligneo del XVIII secolo magnificamente conservatosi.

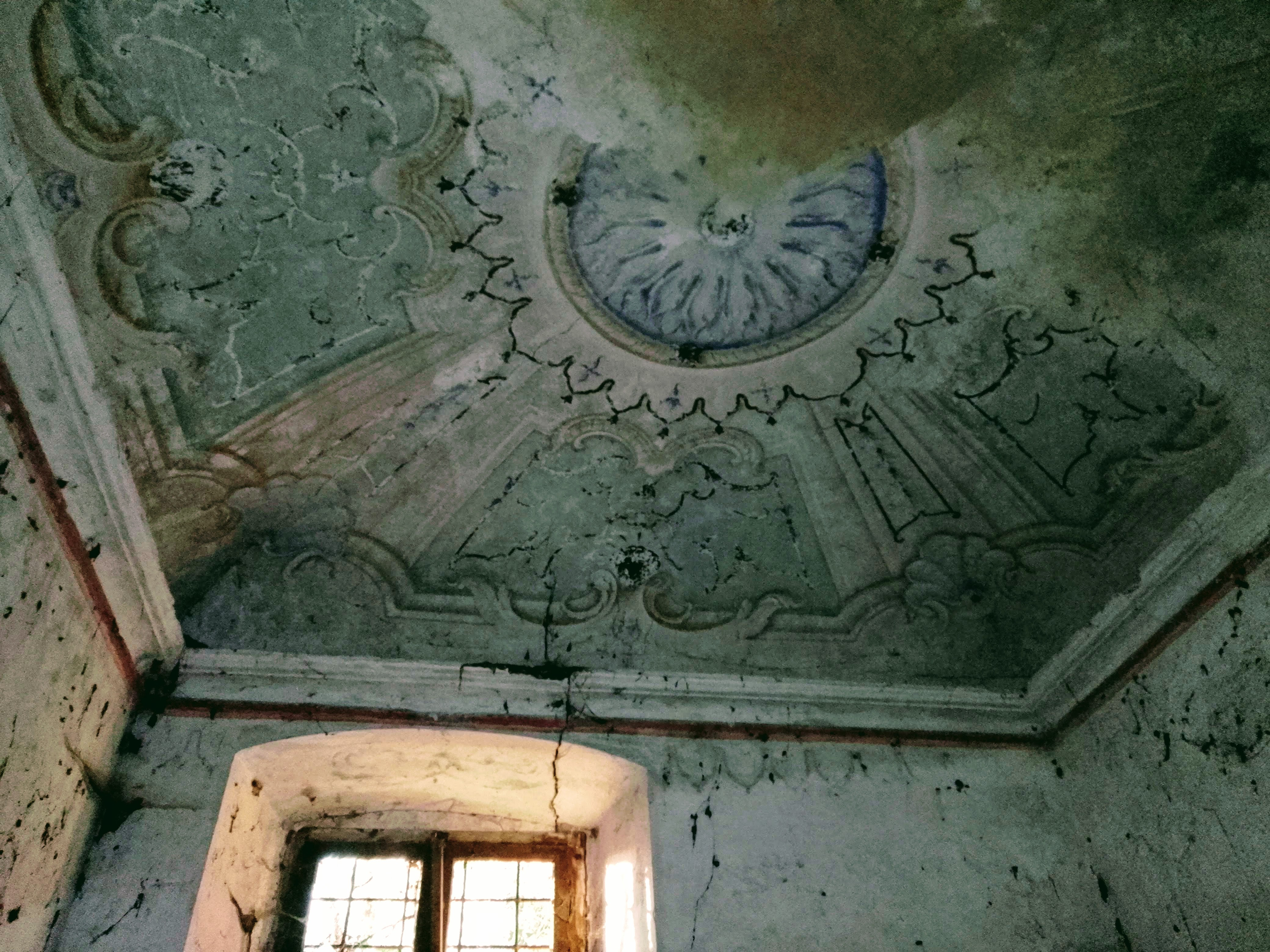
Volta della saletta al piano terra ala ovest. Si noti il richiamo stilistico al tardo rococó con il simbolismo delle conchiglie rappresentate agli angoli e dei leggeri arabeschi floreali

Il piano terra si divide in quattro reparti: una cucina, una saletta, un salone e il vano scale.

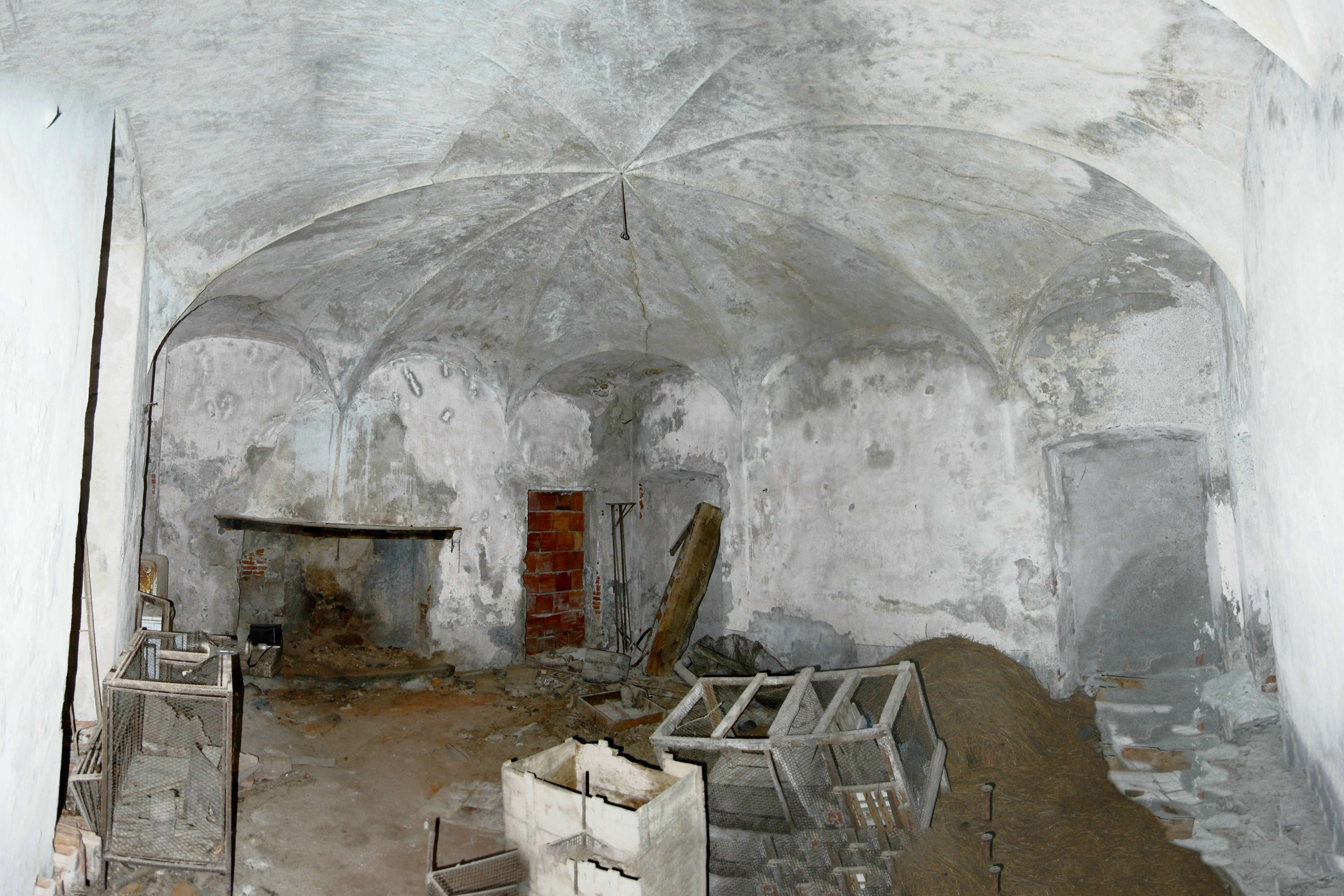
Cucine del Palazzo. Parete ovest e sud con camino e nell'interezza la volta a ombrello a otto raggi e lunette

Le ampie cucine sono caratterizzate da una volta a ombrello che, data la sua difficile costruzione, rappresenta una rarità per l'intero lago di Como. Il più vicino esempio di volta ombrelliforme si trova nel palazzo Besta a Teglio. 

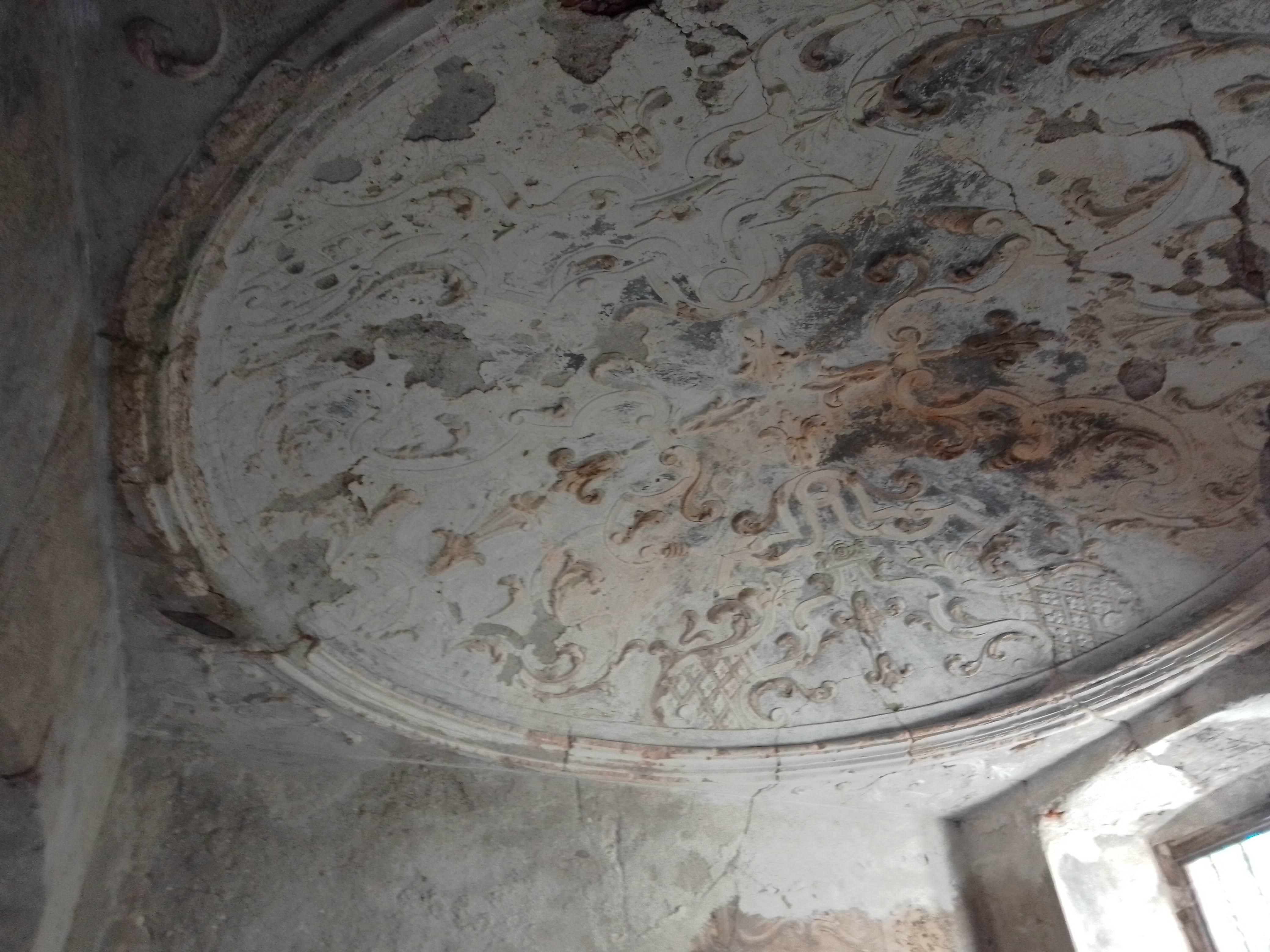
Volta a cupola della saletta al piano nobile ala ovest

Più a nord, esiste una saletta che non più grande di 8 m² ha una splendida volta a crociera affrescata con motivi barocchi deteriorata dalle infiltrazioni d'umidità provenienti dalle perdite d'acqua del tetto che percola attraverso i locali soprastanti. Il salone anch'esso con volta a ombrello a otto raggi non presenta camini e decorazioni murarie. Probabilmente serviva da deposito fin dalla sua origine.
Per accedere al primo piano si può utilizzare la scalinata esterna oppure salire dal vano scale una scala a pioli. La disposizione dei locali è come il piano terra solo che le volte diventano a schifo adorne di affreschi e stucchi.

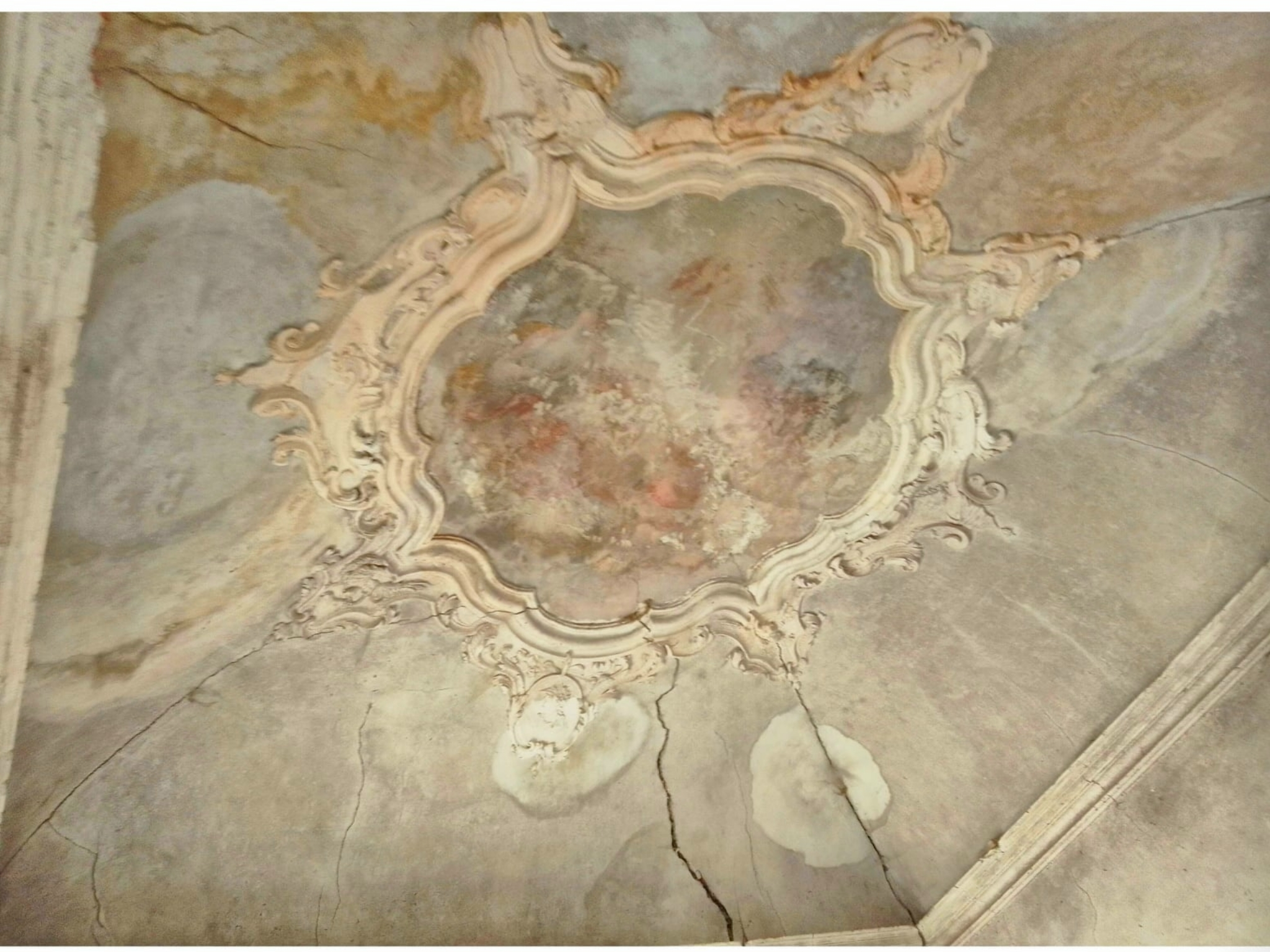
La decorazione della volta del Salone Apollo al piano nobile.

 L'ambiente più a sud dell'ala ovest prende il nome dalla decorazione artistica della volta. Si tratta del salone Apollo. L'affresco estremamente deteriorato e di difficile lettura rappresenta il Dio Apollo seduto su una nuvola nel movimento di lasciare l'Olimpo per trasportare il sole nel cielo. Il plafone in stucco finemente lavorato con motivi floreali rappresenta ai vertici allegorie sul mito di Apollo e allegorie sugli elementi costitutivi lo stemma araldico della famiglia Giulini. Il pavimento è in cotto disposto secondo lo schema di lisca di pesce. A testimonianza dell'utilizzo della villa per usi contadini, è ancora presente un covone di fieno a ridosso della parete sud. L'altro grande salone che si trova geometricamente al di sopra delle cucine era adorno da un affresco che rappresentava la scena biblica di Dalila mentre sta per tagliare i capelli a Sansone. Questo grande affresco che occupava una superficie di 12 m² fu strappato per essere venduto agli inizi degli anni cinquanta del secolo scorso. Il suo fu però uno strappo veloce e maldestro infatti parte del sottofondo in calce è ancora visibile. A testimonianza dell'impresa rimangono nel salone i ponteggi che servirono alla rimozione. Attraverso l'esame di questi due affreschi si può ipotizzare che all'interno della villa esistesse un ciclo di pitture a tema mitologico di grande moda nel periodo barocco e neoclassico. Infine la stanzetta a nord del salone "Apollo" è quella che conserva meglio le pitture murarie con motivi floreali coperte da una volta dove stucco e colore si incontrano per creare laboriose decorazioni di colore oro su uno sfondo blu notte. Il vano scale che sale fino al sottotetto è formato da gradini in granito San Fedelino. Salendo di altri due pianerottoli dal piano primo, si giunge a una stanzetta nascosta voluta tra la sommità delle volte e il pavimento in legno del secondo piano. 

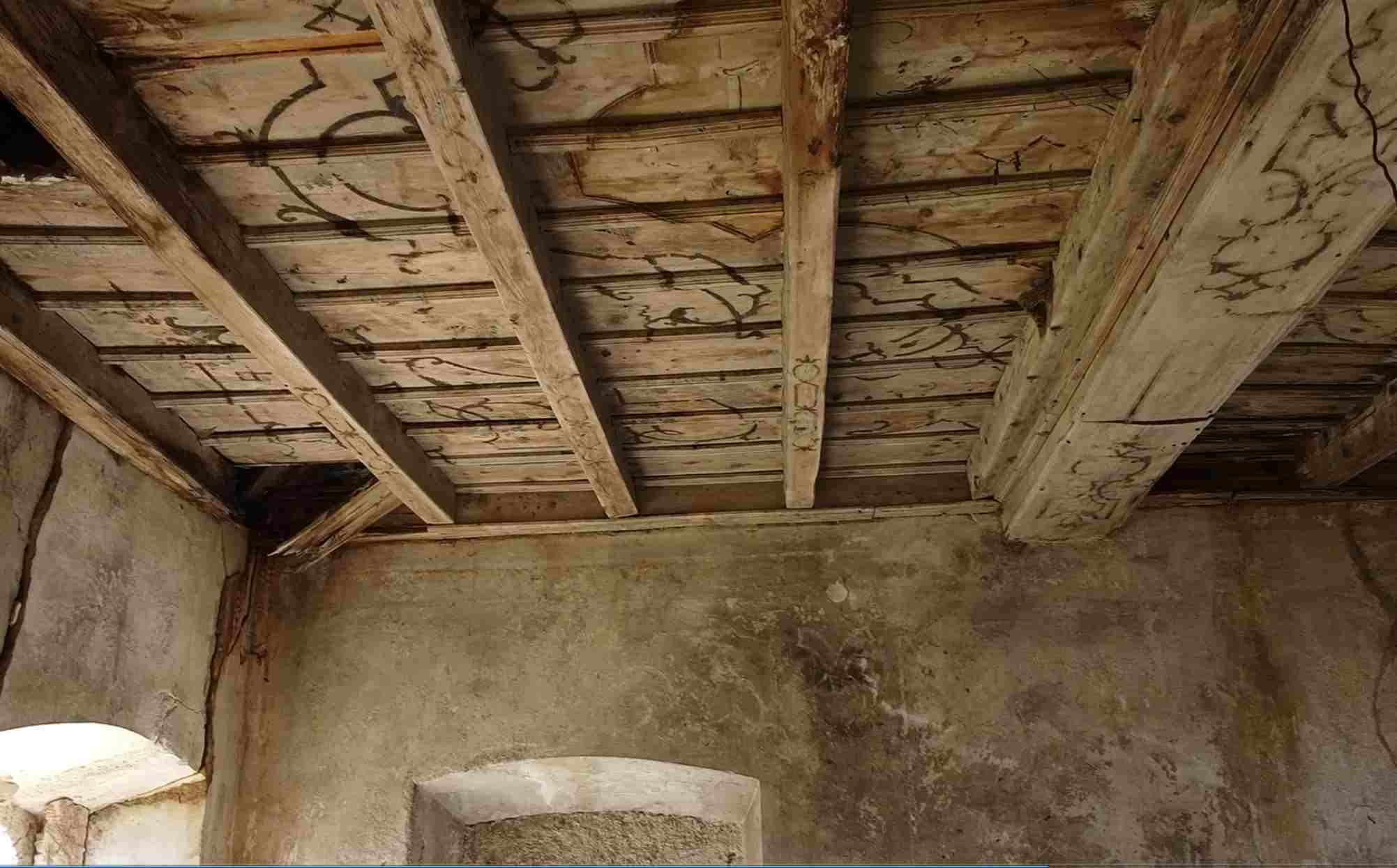
Soffitto in legno a cassettoni pirografati del secondo piano ala ovest.

Curiosa trovata architettonica, non presenta alcun'apertura con l'esterno ed è priva di ornamenti. Raggiungendo il secondo piano si nota l'abbandono della villa infatti dove il tetto è crollato, piane, felci e muffe crescono indisturbate su muri e travi. Solo la parte dell'ala verso sud mantiene il manto di copertura originale del XVII secolo in coppi. Questo però ha conservato i soffitti lavorati a pirografia e colore e i pavimenti in cotto poggiati su solai in legno. I pavimenti della zona est sono crollati rendendo impossibile la documentazione di altre decorazioni murarie presenti nei restanti locali. Salendo di un altro piano si arriva al sottotetto le cui travi con il loro stato di conservazione suggeriscono di non proseguire. A est, si nota l'entrata all'attico.

### Giardino

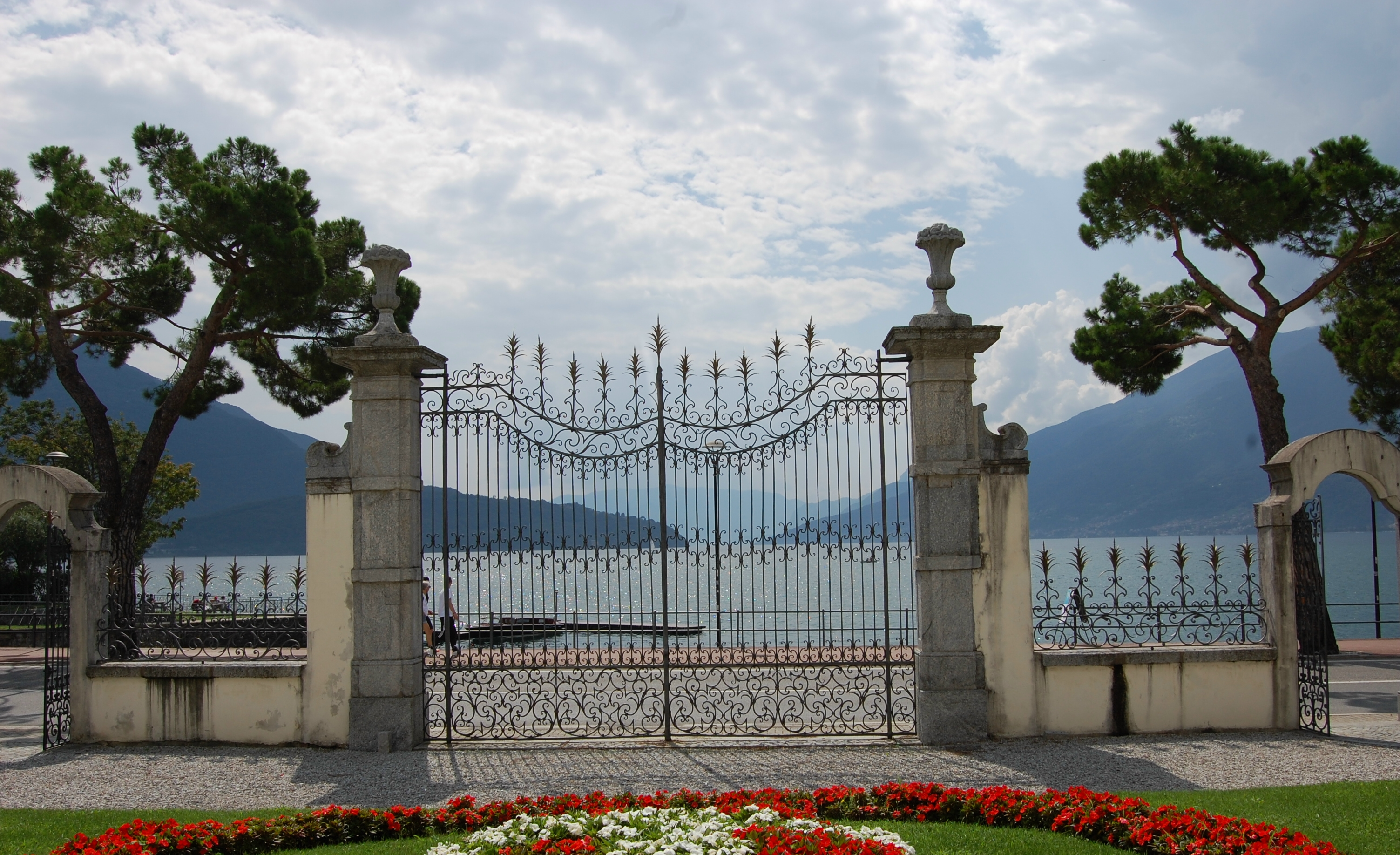
Il cancello di Villa Camilla a Domaso era di Villa Giulini e rappresenta l'unico elemento decorativo del giardino barocco del Palazzo Giulini ancora apprezzabile

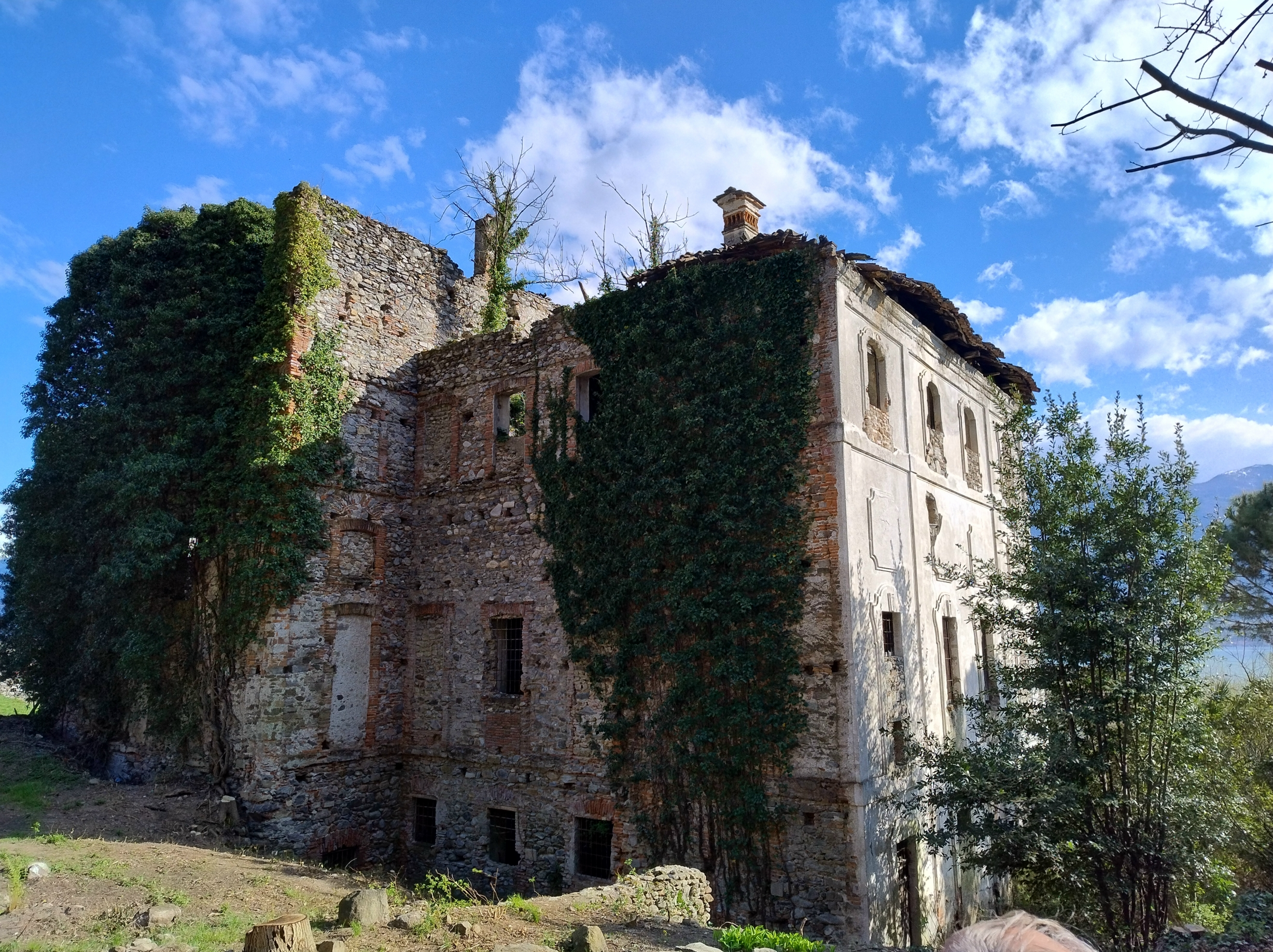
Prospetto nord ala ovest. L'intera facciata nord del Palazzo (ala est, blocco centrale e ala ovest) risulta non intonacata facendo così trasparire materiali e le tecniche costruttive. La soluzione architettonica si rifà alla tradizione tardo barocca Francese dove porzioni del parco dovevano essere fortemente scenografiche e richiamare alla rusticità della natura.

Il giardino della villa fu devastato e ricoperto da tre metri di detriti alluvionali la notte del primo settembre 1755. L'impianto del parco di ben 12.000 mq venne dimenticato nel corso dei secoli. Le poche fonti storiche descrivono con meraviglia i giardini e i giochi d'acqua ma non riportano le dimensioni e le originarie geometrie. L'unico strumento per la sua ricostruzione è lo studio del foglio del Catasto Teresiano di Sorico conservato presso l'Archivio di Stato. In esso è riportata chiaramente la posizione della villa e la geometria del giardino che si sviluppava sino a lago. È leggibile inoltre la posizione delle fontane e del cancello. Gli elementi costitutivi del giardino all'italiana ancora oggi documentabili sono l'enorme cancello d'entrata (costruito su disegno dell'architetto Valtellinese Pietro Ligari) in ferro battuto del palazzo riutilizzato per il giardino della Villa Camilla a Domaso e tuttora visibile transitando dalla strada statale a lago. Alcuni muri di contenimento delle vasche ritrovati nell'aprile del 1991 a seguito di scavi per le fondazioni delle villette a schiera in Via 4º traversa. Nell'estate 2004 in fronte alla facciata ovest a seguito di spostamenti di terreno è riaffiorato nella sua quasi totalità un ninfeo. Nella parte N-O del giardino in fronte alla facciata ovest esisteva una grande ghiacciaia con tanto di buca neviera per lo stipamento del ghiaccio e la conservazione del pesce lavorato e proveniente dalle peschiere del Palazzo. Le dimensioni e sagome dei giardini fanno supporre che lo stesso si estendesse sino a lago con probabile darsena di sbarco in quello che era il punto più a nord del Como; a ridosso del delta del Fiume Adda. Ulteriore elemento del complesso del Palazzo Giulini era la casa del custode o giardiniere ancora esistente e adibita ad abitazione privata. 
Al complesso del palazzo è possibile inoltre aggiungere la cappella privata della Famiglia Giulini dedicata alla Beata Vergine al Fiume oggi sconsacrata, chiamata Ca' Redunda e convertita ad abitazione privata.

## Nella cultura locale

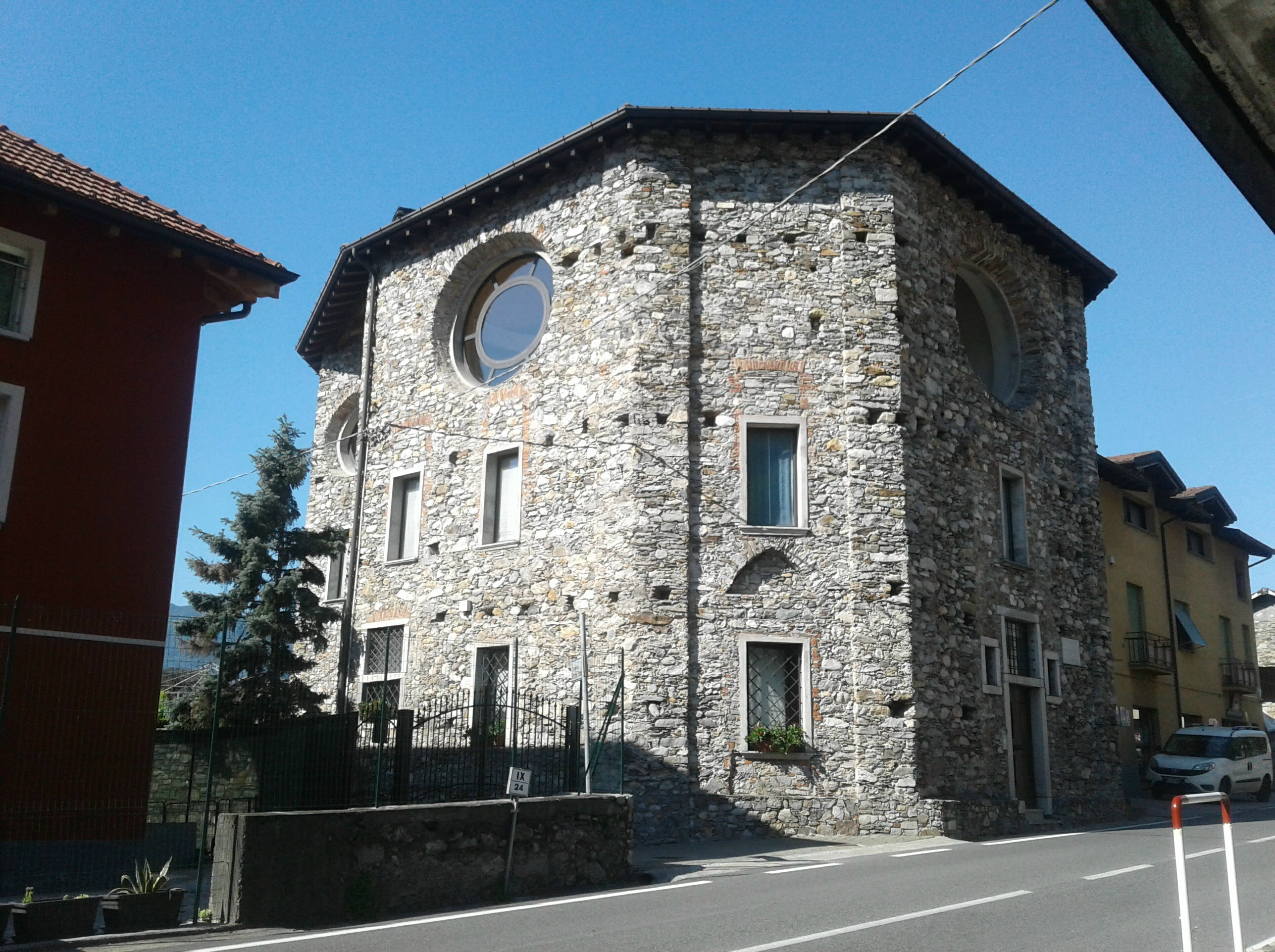
La Ca' Redunda. Ex oratorio della Beata Vergine al fiume, cappella privata di Palazzo Giulini e ora abitazione privata

L'edificio è da sempre parte del folclore di Sorico chiamato con più nomi dalla popolazione: "Palazzott" quale facile richiamo puramente romantico e storicamente sconnesso al Palazzotto di don Rodrigo o "Cà di bala biutt" per un probabile ciclo pittorico di Ninfe (che un palazzo basato sull'utilizzo e sul mito dell'acqua non poteva non avere) in un salone della Villa ora andato perduto. Le rare fonti andate disperse nei secoli e le poche recentemente ritrovate tramite ricerche metodiche per la stesura di alcuni libri sulla storia locale di Sorico, hanno permesso una contestualizzazione di Palazzo Giulini. Durante il lungo periodo di oblio dell'edificio, in paese sono sorte curiose leggende incentrate sui motivi della sciagura della villa alimentate dall'irresistibile fascino e mistero che tali luoghi di magnificenza e di decadimento emanano da sempre. Un racconto spiega che l'alluvione devastatrice del complesso del palazzo sarebbe avvenuta per volontà divina, per punizione verso i nobili proprietari. Teoria questa assolutamente da sfatare ma utile esempio di come i Giulini, al loro abbandono definitivo per altre residenze, furono totalmente dimenticati sia come famiglia sia come fautori di opere a carattere religioso e civile che ancora oggi risaltano in paese tra cui si ricorda il restauro dell'odierna Chiesa di Santo Stefano (Sorico), l'edificazione della Chiesa ad Albonico, l'edificazione dell'Oratorio della Beata Vergine al fiume. Mentre un'altra tradizione vuole che l'udire del canto di una civetta proveniente dai saloni del palazzo sia presagio di sventura.
Il Palazzo per alcuni fotogrammi è ripreso nei prospetti nord nel film I Promessi Sposi di Mario Camerini del 1941.